# Gamochaeta
 Gamochaeta   Wedd., 1856 è un genere di piante angiosperme dicotiledoni della famiglia delle Asteraceae (sottofamiglia Asteroideae, tribù Gnaphalieae e sottotribù Gnaphaliinae).

## Etimologia
Il nome del genere deriva da due parole greche: "gamos" (= unione) e "chaete" (= capelli sciolti e fluenti) e fa riferimento alle setole del pappo basalmente connate.
Il nome scientifico del genere è stato definito dal botanico Hugh Algernon Weddell (1819-1877) nella pubblicazione " Chloris Andina" ( Chlor. Andina 1: 151) del 1856.

## Descrizione

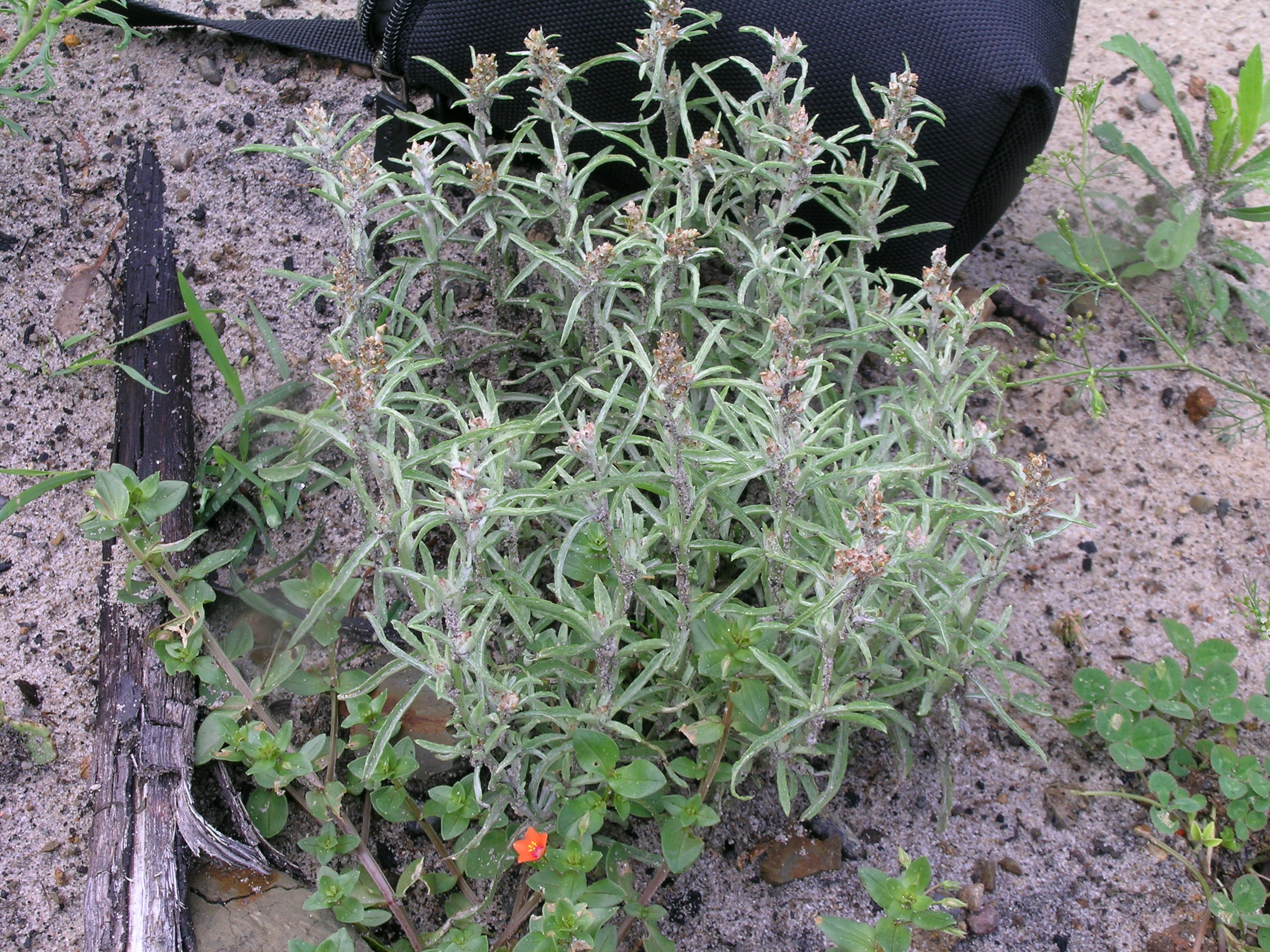
Il portamento
Gamochaeta antillana

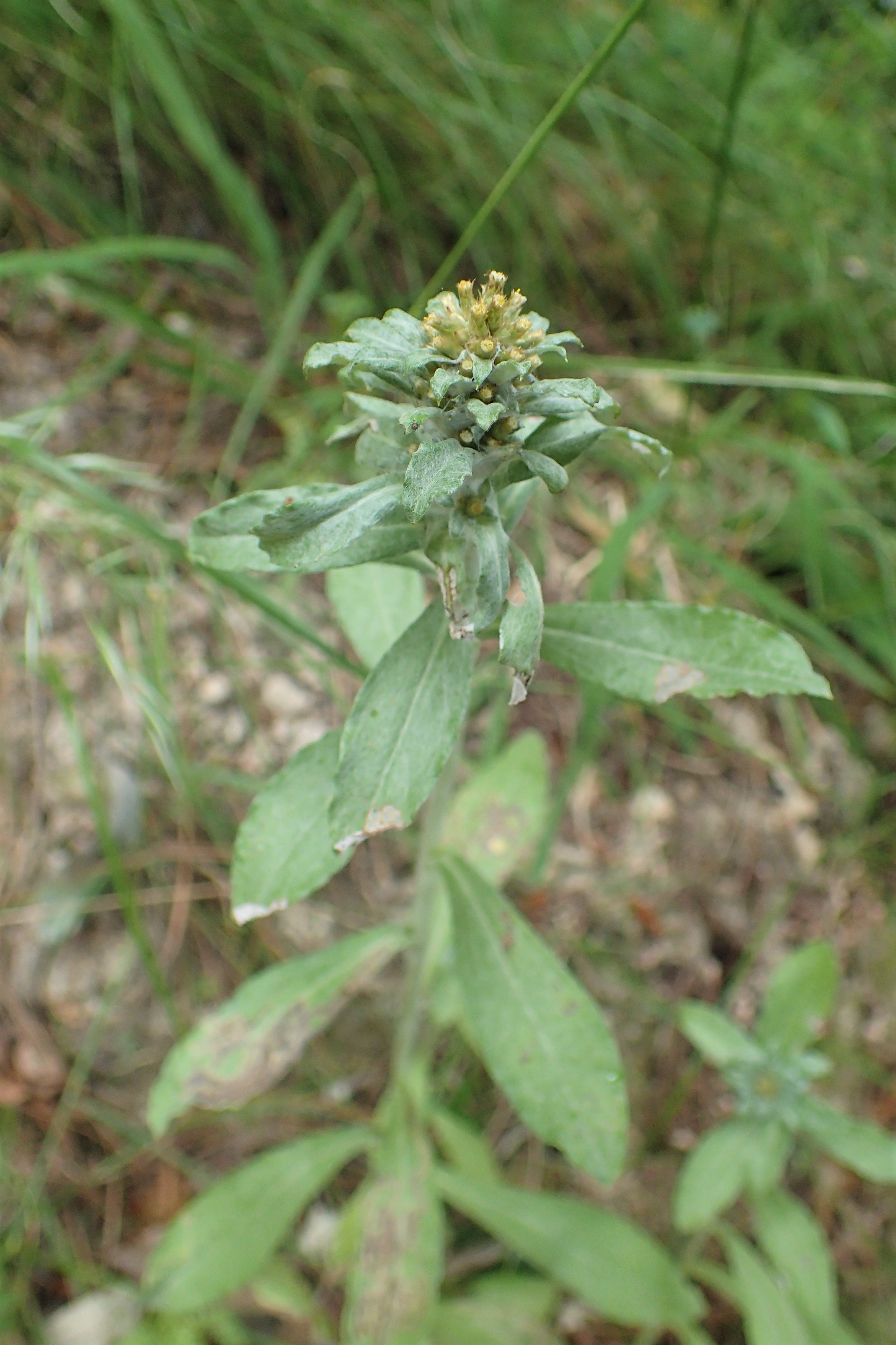
Le foglie
Gamochaeta purpurea

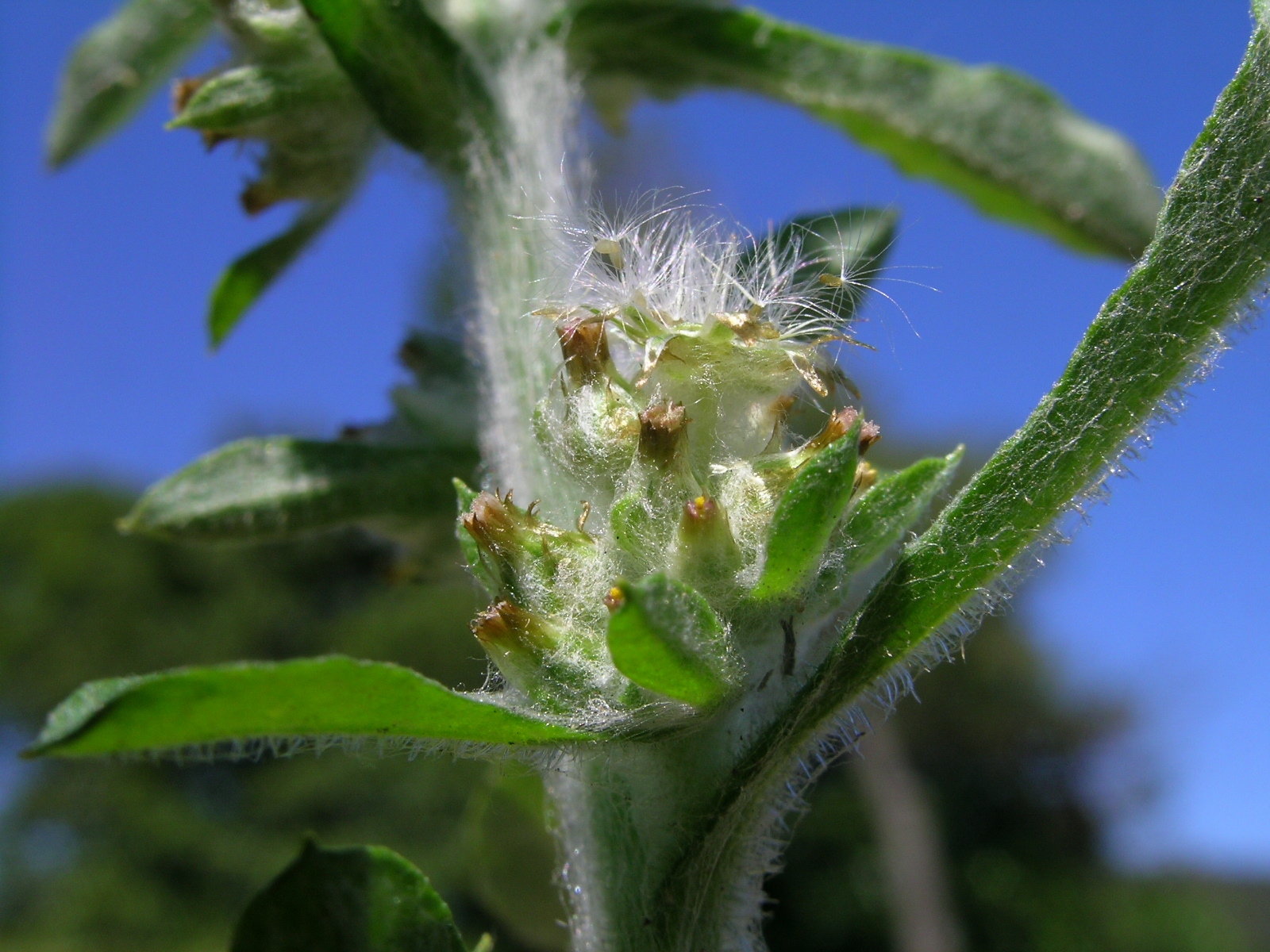
I fiori
Gamochaeta pensylvanica

Habitus. Le specie di questo gruppo hanno un habitus di tipo erbaceo annuale o perenne. I cauli di queste piante sono provvisti del floema, ma non di canali resiniferi; mentre i sesquiterpeni lattoni sono normalmente assenti (piante senza lattice).
Fusto. La parte aerea in genere è eretta o decombente-ascendente e ramosa. La parte ipogea consiste in un fittone con radici fibrose. Altezza massima: 5 – 65 cm.
Foglie. Le foglie (basali e cauline) sono disposte in modo alternato e sono sessili. La lamina è intera, piatta con forme generalmente più o meno strette da lineari a oblanceolate con basi da cuneate a cordate; i margini sono continui (in alcuni casi variano da concavi a involuti oppure sono sinuati). Spesso la superficie è tomentosa o lanosa su entrambe le facce; in particolare le facce abassiali sono biancastre o grigio-tomentose, quelle adassiali sono verdi e glabrescenti.
Infiorescenza. Le sinflorescenze sono composte da diversi capolini raccolti in formazioni spiciformi o a glomeruli. Le infiorescenze vere e proprie sono formate da un capolino terminale peduncolato di tipo disciforme (con fiori eterogami). Possono essere presenti capolini radiati (o sub-radiati). I capolini sono formati da un involucro, con forme da strette a campanulate, composto da diverse brattee, al cui interno un ricettacolo fa da base ai fiori. Le brattee, a consistenza cartacea e colorate di marrone, sono disposte in modo più o meno embricato su 3 - 7 serie e possono essere connate alla base (strati di stereoma indiviso - o raramente diviso);  talora possono avere un margine ialino. Il ricettacolo è nudo ossia senza pagliette a protezione della base dei fiori; la forma normalmente è piatta. Dimensione dell'involucro: 2,5 – 5 mm.
Fiori.  I fiori sono tetra-ciclici (formati cioè da 4 verticilli: calice – corolla – androceo – gineceo) e pentameri (calice e corolla formati da 5 elementi). Sono inoltre tubulosi, attinomorfi e si distinguono in:
- fiori del disco esterni (da 50 a 130): sono femminili e filiformi;
- fiori del disco centrali (da 2 a 7): sono ermafroditi (raramente sono funzionalmente maschili); le forme sono tubulari;

In questo gruppo di piante i fiori radiati (ligulati o del raggio) sono assenti; a volte sono confusi con i fiori femminili (tubulosi) del disco esterno più o meno sub-zigomorfi con un lembo piatto e possono essere interpretati come fiori del raggio.
- Formula fiorale:

*/x K {\displaystyle \infty }, [C (5), A (5)], G 2 (infero), achenio
- Calice: i sepali del calice sono ridotti ad una coroncina di squame.
- Corolla: la forma della corolla normalmente è tubolare con 5 lobi (raramente 4); i lobi hanno delle forme da lanceolate o deltate a lineari. I colori della corolla sono porpora e sfumature varie (a volte giallastre alla base con sfumature violacee all'apice).
- Androceo: l'androceo è formato da 5 stami sorretti da filamenti generalmente liberi; gli stami sono connati e formano un manicotto circondante lo stilo; le teche (produttrici del polline) sono prive di sperone, ma hanno la coda (una sola); le appendici apicali delle antere hanno delle forme piatte; il tessuto endoteciale (rivestimento interno dell'antera) è quasi sempre polarizzato (con due superfici distinte: una verso l'esterno e una verso l'interno). Il polline è di tipo echinato (con punte sporgenti) a forma sferica è formato inoltre da due strati di ectesine, mentre lo strato basale è spesso e regolarmente perforato (tipo “gnafaloide”).[7]
- Gineceo: l'ovario è infero uniloculare formato da 2 carpelli. Lo stilo (il recettore del polline) è intero o biforcato con due stigmi nella parte apicale. Gli stigmi hanno una forma troncata; possono essere ricoperti da minute papille o avere dei penicilli apicali. Le superfici stigmatiche sono separate.[7]

Frutti. I frutti sono degli acheni con pappo. Gli acheni sono piccoli a forma oblunga leggermente appiattita; la superficie può essere ricoperta di piccoli peli doppi globosi o clavati; il pericarpo può essere percorso longitudinalmente da alcuni fasci vascolari. Il pappo, caduco, è formato da una serie di 12 - 28 setole capillari barbate connate alla base in un anello.

## Biologia
Impollinazione: l'impollinazione avviene tramite insetti (impollinazione entomogama tramite farfalle diurne e notturne).

Riproduzione: la fecondazione avviene fondamentalmente tramite l'impollinazione dei fiori (vedi sopra).

Dispersione: i semi (gli acheni) cadendo a terra sono successivamente dispersi soprattutto da insetti tipo formiche (disseminazione mirmecoria). In questo tipo di piante avviene anche un altro tipo di dispersione: zoocoria. Infatti gli uncini delle brattee dell'involucro (se presenti) si agganciano ai peli degli animali di passaggio disperdendo così anche su lunghe distanze i semi della pianta. Inoltre per merito del pappo il vento può trasportare i semi anche a distanza di alcuni chilometri (disseminazione anemocora).

## Distribuzione e habitat
Le specie di questo genere sono distribuite in America. Alcune sono naturalizzate in Europa.

## Tassonomia
La famiglia di appartenenza di questa voce (Asteraceae o Compositae, nomen conservandum) probabilmente originaria del Sud America, è la più numerosa del mondo vegetale, comprende oltre 23.000 specie distribuite su 1.535 generi, oppure 22.750 specie e 1.530 generi secondo altre fonti (una delle checklist più aggiornata elenca fino a 1.679 generi). La famiglia attualmente (2021) è divisa in 16 sottofamiglie; la sottofamiglia Asteroideae è una di queste e rappresenta l'evoluzione più recente di tutta la famiglia.

### Filogenesi
Il genere di questa voce è descritto nella tribù Gnaphalieae, una delle 21 tribù della sottofamiglia Asteroideae. Da un punto di vista filogenetico, la tribù Gnaphalieae fa parte del supergruppo (o sottofamiglia) "Asteroideae grade"; l'altro è il supergruppo "Non-Asteroideae" contenente il resto delle sottofamiglie delle Asteraceae. All'interno del supergruppo è vicina alle tribù Senecioneae, Calenduleae, Astereae e Anthemideae.
La sottotribù Gnaphaliinae è caratterizzata da portamenti di vario tipo con specie ginomonoiche e monoiche, da foglie con margini interi, da capolini disciformi omogami o eterogami e raramente radiati (o subradiati), dallo stilo con rami troncati e superfici stigmatiche separate apicalmente, da acheni glabri o con tricomi allungati e pappo ridotto.
Il genere  GENERE  appartiene al clade Flag, un gruppo informale monofiletico della sottotribù Gnaphaliinae che occupa una posizione più o meno "basale" e con il clade Australasian forma un "gruppo fratello". Il clade "FLAG" prende il nome dai suoi quattro generi più grandi: Filago, Leontopodium, Antennaria e Gamochaeta. Ricerche sul DNA delle varie specie di questo genere suggeriscono una sua possibile origine allopoliploide con un antenato vicino alla specie Gnaphalium uliginosum (il tipo di "Gnaphalium"). In questo gruppo sono presenti specie dioiche (solo fiori femminili o solo fiori maschili) e piante a portamento cusciniforme. I capolini, in formazioni corimbose o spiciformi, possono essere sottesi da foglie bratteali. Il ricettacolo in alcuni casi è squamoso.
Il "Flag clade", da un punto di vista filogenetico, può essere suddiviso in due parti: il "Lucilia-group" basato sui tricomi degli acheni e il resto del clade (in posizione "basale") considerato "gruppo fratello" del primo. Nel "Lucilia-group" sono stati individuati 7 sottocladi ben supportati. Nelle analisi sono stati considerati alcuni caratteri dei tricomi degli acheni quali la globosità delle cellule basali, il portamento clavato e la lunghezza dei tricomi.
Il genere di questa voce appartiene al sottoclade "3". Si distingue soprattutto per le particolari strutture delle sinflorescnze: glomeruli di capolini relativamente piccoli organizzati in matrici spiciformi. Gamochaeta come attualmente è circoscritto è parafiletico. Dalle analisi di tipo filogenetico del DNA si possono riconoscere due cladi: un clade principale, con la maggior parte delle specie, e un secondo clade che include le specie dei generi Gamochaetopsis, Stuckertiella e sette specie di Gamocheta.
La tabella seguente mette a confronto i caratteri dei tre principali sottogruppi del genere di questa voce:
| Sottogruppo     | Distribuzione                | Habitus                         | Sinflorescenza        | Stereoma basale dell'involucro | Fiori del raggio | Fiori centrali      | Peli degli acheni |
| --------------- | ---------------------------- | ------------------------------- | --------------------- | ------------------------------ | ---------------- | ------------------- | ----------------- |
| Gamochaeta s.s. | America (nord, centro e sud) | Ascendente o eretto (cespitoso) | Spiciformi            | Indiviso                       | 25 - 119         | 4 - 5 (ermafroditi) | Globosi e clavati |
| Gamochaetopsis  | Ande meridionali             | Erbe cespitose a più steli      | Capolini in glomeruli | Diviso                         | 9 - 17           | 5 (ermaforditi)     | Clavati           |
| Stuckertiella   | Ande centrali                | Erbe ascendenti a più steli     | Capolini in glomeruli | Indiviso                       | Molti            | 4 (maschile)        | Globosi           |

Il cladogramma seguente, tratto dallo studio citato e semplificato, mostra una possibile configurazione filogenetica di questo gruppo evidenziando il genere di questa voce e alcune specie presenti nella flora spontanea italiana.
|  | G. capitata (Stuckertiella capitata)                                                                  |
|  | |
|  | \| \| G. alpina (Gamochaetopsis alpina) \| \| \| \| \| \| (specie delle Ande meridionali) \| \| \| \| |
|  | |
|  | G. alpina (Gamochaetopsis alpina)                                                                     |
|  | |
|  | (specie delle Ande meridionali)                                                                       |
|  | |

|  | G. alpina (Gamochaetopsis alpina) |
|  |                                   |
|  | (specie delle Ande meridionali)   |
|  |                                   |

|  | G. antillana |
|  | |
|  | G. pensylvanica |
|  | |
|  | (specie delle Ande centrali e Cosmopolite)                                                                             |
|  | |
|  | \| \| G. americana \| \| \| \| \| \| G. purpurea \| \| \| \| \| \| (specie del Nord America e Cosmopolite) \| \| \| \| |
|  | |
|  | G. americana |
|  | |
|  | G. purpurea |
|  | |
|  | (specie del Nord America e Cosmopolite)                                                                                |
|  | |

|  | G. americana                            |
|  |                                         |
|  | G. purpurea                             |
|  |                                         |
|  | (specie del Nord America e Cosmopolite) |
|  |                                         |

|  | G. capitata (Stuckertiella capitata)                                                                  |
|  | |
|  | \| \| G. alpina (Gamochaetopsis alpina) \| \| \| \| \| \| (specie delle Ande meridionali) \| \| \| \| |
|  | |
|  | G. alpina (Gamochaetopsis alpina)                                                                     |
|  | |
|  | (specie delle Ande meridionali)                                                                       |
|  | |

|  | G. alpina (Gamochaetopsis alpina) |
|  |                                   |
|  | (specie delle Ande meridionali)   |
|  |                                   |

|  | G. antillana |
|  | |
|  | G. pensylvanica |
|  | |
|  | (specie delle Ande centrali e Cosmopolite)                                                                             |
|  | |
|  | \| \| G. americana \| \| \| \| \| \| G. purpurea \| \| \| \| \| \| (specie del Nord America e Cosmopolite) \| \| \| \| |
|  | |
|  | G. americana |
|  | |
|  | G. purpurea |
|  | |
|  | (specie del Nord America e Cosmopolite)                                                                                |
|  | |

|  | G. americana                            |
|  |                                         |
|  | G. purpurea                             |
|  |                                         |
|  | (specie del Nord America e Cosmopolite) |
|  |                                         |

|  | G. capitata (Stuckertiella capitata)                                                                  |
|  | |
|  | \| \| G. alpina (Gamochaetopsis alpina) \| \| \| \| \| \| (specie delle Ande meridionali) \| \| \| \| |
|  | |
|  | G. alpina (Gamochaetopsis alpina)                                                                     |
|  | |
|  | (specie delle Ande meridionali)                                                                       |
|  | |

|  | G. alpina (Gamochaetopsis alpina) |
|  |                                   |
|  | (specie delle Ande meridionali)   |
|  |                                   |

|  | G. antillana |
|  | |
|  | G. pensylvanica |
|  | |
|  | (specie delle Ande centrali e Cosmopolite)                                                                             |
|  | |
|  | \| \| G. americana \| \| \| \| \| \| G. purpurea \| \| \| \| \| \| (specie del Nord America e Cosmopolite) \| \| \| \| |
|  | |
|  | G. americana |
|  | |
|  | G. purpurea |
|  | |
|  | (specie del Nord America e Cosmopolite)                                                                                |
|  | |

|  | G. americana                            |
|  |                                         |
|  | G. purpurea                             |
|  |                                         |
|  | (specie del Nord America e Cosmopolite) |
|  |                                         |

|  | G. capitata (Stuckertiella capitata)                                                                  |
|  | |
|  | \| \| G. alpina (Gamochaetopsis alpina) \| \| \| \| \| \| (specie delle Ande meridionali) \| \| \| \| |
|  | |
|  | G. alpina (Gamochaetopsis alpina)                                                                     |
|  | |
|  | (specie delle Ande meridionali)                                                                       |
|  | |

|  | G. alpina (Gamochaetopsis alpina) |
|  |                                   |
|  | (specie delle Ande meridionali)   |
|  |                                   |

|  | G. antillana |
|  | |
|  | G. pensylvanica |
|  | |
|  | (specie delle Ande centrali e Cosmopolite)                                                                             |
|  | |
|  | \| \| G. americana \| \| \| \| \| \| G. purpurea \| \| \| \| \| \| (specie del Nord America e Cosmopolite) \| \| \| \| |
|  | |
|  | G. americana |
|  | |
|  | G. purpurea |
|  | |
|  | (specie del Nord America e Cosmopolite)                                                                                |
|  | |

|  | G. americana                            |
|  |                                         |
|  | G. purpurea                             |
|  |                                         |
|  | (specie del Nord America e Cosmopolite) |
|  |                                         |

|  | G. capitata (Stuckertiella capitata)                                                                  |
|  | |
|  | \| \| G. alpina (Gamochaetopsis alpina) \| \| \| \| \| \| (specie delle Ande meridionali) \| \| \| \| |
|  | |
|  | G. alpina (Gamochaetopsis alpina)                                                                     |
|  | |
|  | (specie delle Ande meridionali)                                                                       |
|  | |

|  | G. alpina (Gamochaetopsis alpina) |
|  |                                   |
|  | (specie delle Ande meridionali)   |
|  |                                   |

|  | G. antillana |
|  | |
|  | G. pensylvanica |
|  | |
|  | (specie delle Ande centrali e Cosmopolite)                                                                             |
|  | |
|  | \| \| G. americana \| \| \| \| \| \| G. purpurea \| \| \| \| \| \| (specie del Nord America e Cosmopolite) \| \| \| \| |
|  | |
|  | G. americana |
|  | |
|  | G. purpurea |
|  | |
|  | (specie del Nord America e Cosmopolite)                                                                                |
|  | |

|  | G. americana                            |
|  |                                         |
|  | G. purpurea                             |
|  |                                         |
|  | (specie del Nord America e Cosmopolite) |
|  |                                         |

|  | G. capitata (Stuckertiella capitata)                                                                  |
|  | |
|  | \| \| G. alpina (Gamochaetopsis alpina) \| \| \| \| \| \| (specie delle Ande meridionali) \| \| \| \| |
|  | |
|  | G. alpina (Gamochaetopsis alpina)                                                                     |
|  | |
|  | (specie delle Ande meridionali)                                                                       |
|  | |

|  | G. alpina (Gamochaetopsis alpina) |
|  |                                   |
|  | (specie delle Ande meridionali)   |
|  |                                   |

|  | G. antillana |
|  | |
|  | G. pensylvanica |
|  | |
|  | (specie delle Ande centrali e Cosmopolite)                                                                             |
|  | |
|  | \| \| G. americana \| \| \| \| \| \| G. purpurea \| \| \| \| \| \| (specie del Nord America e Cosmopolite) \| \| \| \| |
|  | |
|  | G. americana |
|  | |
|  | G. purpurea |
|  | |
|  | (specie del Nord America e Cosmopolite)                                                                                |
|  | |

|  | G. americana                            |
|  |                                         |
|  | G. purpurea                             |
|  |                                         |
|  | (specie del Nord America e Cosmopolite) |
|  |                                         |

|  | G. capitata (Stuckertiella capitata)                                                                  |
|  | |
|  | \| \| G. alpina (Gamochaetopsis alpina) \| \| \| \| \| \| (specie delle Ande meridionali) \| \| \| \| |
|  | |
|  | G. alpina (Gamochaetopsis alpina)                                                                     |
|  | |
|  | (specie delle Ande meridionali)                                                                       |
|  | |

|  | G. alpina (Gamochaetopsis alpina) |
|  |                                   |
|  | (specie delle Ande meridionali)   |
|  |                                   |

|  | G. antillana |
|  | |
|  | G. pensylvanica |
|  | |
|  | (specie delle Ande centrali e Cosmopolite)                                                                             |
|  | |
|  | \| \| G. americana \| \| \| \| \| \| G. purpurea \| \| \| \| \| \| (specie del Nord America e Cosmopolite) \| \| \| \| |
|  | |
|  | G. americana |
|  | |
|  | G. purpurea |
|  | |
|  | (specie del Nord America e Cosmopolite)                                                                                |
|  | |

|  | G. americana                            |
|  |                                         |
|  | G. purpurea                             |
|  |                                         |
|  | (specie del Nord America e Cosmopolite) |
|  |                                         |

|  | G. capitata (Stuckertiella capitata)                                                                  |
|  | |
|  | \| \| G. alpina (Gamochaetopsis alpina) \| \| \| \| \| \| (specie delle Ande meridionali) \| \| \| \| |
|  | |
|  | G. alpina (Gamochaetopsis alpina)                                                                     |
|  | |
|  | (specie delle Ande meridionali)                                                                       |
|  | |

|  | G. alpina (Gamochaetopsis alpina) |
|  |                                   |
|  | (specie delle Ande meridionali)   |
|  |                                   |

|  | G. antillana |
|  | |
|  | G. pensylvanica |
|  | |
|  | (specie delle Ande centrali e Cosmopolite)                                                                             |
|  | |
|  | \| \| G. americana \| \| \| \| \| \| G. purpurea \| \| \| \| \| \| (specie del Nord America e Cosmopolite) \| \| \| \| |
|  | |
|  | G. americana |
|  | |
|  | G. purpurea |
|  | |
|  | (specie del Nord America e Cosmopolite)                                                                                |
|  | |

|  | G. americana                            |
|  |                                         |
|  | G. purpurea                             |
|  |                                         |
|  | (specie del Nord America e Cosmopolite) |
|  |                                         |

|  | G. capitata (Stuckertiella capitata)                                                                  |
|  | |
|  | \| \| G. alpina (Gamochaetopsis alpina) \| \| \| \| \| \| (specie delle Ande meridionali) \| \| \| \| |
|  | |
|  | G. alpina (Gamochaetopsis alpina)                                                                     |
|  | |
|  | (specie delle Ande meridionali)                                                                       |
|  | |

|  | G. alpina (Gamochaetopsis alpina) |
|  |                                   |
|  | (specie delle Ande meridionali)   |
|  |                                   |

|  | G. antillana |
|  | |
|  | G. pensylvanica |
|  | |
|  | (specie delle Ande centrali e Cosmopolite)                                                                             |
|  | |
|  | \| \| G. americana \| \| \| \| \| \| G. purpurea \| \| \| \| \| \| (specie del Nord America e Cosmopolite) \| \| \| \| |
|  | |
|  | G. americana |
|  | |
|  | G. purpurea |
|  | |
|  | (specie del Nord America e Cosmopolite)                                                                                |
|  | |

|  | G. americana                            |
|  |                                         |
|  | G. purpurea                             |
|  |                                         |
|  | (specie del Nord America e Cosmopolite) |
|  |                                         |

|  | G. capitata (Stuckertiella capitata)                                                                  |
|  | |
|  | \| \| G. alpina (Gamochaetopsis alpina) \| \| \| \| \| \| (specie delle Ande meridionali) \| \| \| \| |
|  | |
|  | G. alpina (Gamochaetopsis alpina)                                                                     |
|  | |
|  | (specie delle Ande meridionali)                                                                       |
|  | |

|  | G. alpina (Gamochaetopsis alpina) |
|  |                                   |
|  | (specie delle Ande meridionali)   |
|  |                                   |

|  | G. antillana |
|  | |
|  | G. pensylvanica |
|  | |
|  | (specie delle Ande centrali e Cosmopolite)                                                                             |
|  | |
|  | \| \| G. americana \| \| \| \| \| \| G. purpurea \| \| \| \| \| \| (specie del Nord America e Cosmopolite) \| \| \| \| |
|  | |
|  | G. americana |
|  | |
|  | G. purpurea |
|  | |
|  | (specie del Nord America e Cosmopolite)                                                                                |
|  | |

|  | G. americana                            |
|  |                                         |
|  | G. purpurea                             |
|  |                                         |
|  | (specie del Nord America e Cosmopolite) |
|  |                                         |

|  | G. capitata (Stuckertiella capitata)                                                                  |
|  | |
|  | \| \| G. alpina (Gamochaetopsis alpina) \| \| \| \| \| \| (specie delle Ande meridionali) \| \| \| \| |
|  | |
|  | G. alpina (Gamochaetopsis alpina)                                                                     |
|  | |
|  | (specie delle Ande meridionali)                                                                       |
|  | |

|  | G. alpina (Gamochaetopsis alpina) |
|  |                                   |
|  | (specie delle Ande meridionali)   |
|  |                                   |

|  | G. antillana |
|  | |
|  | G. pensylvanica |
|  | |
|  | (specie delle Ande centrali e Cosmopolite)                                                                             |
|  | |
|  | \| \| G. americana \| \| \| \| \| \| G. purpurea \| \| \| \| \| \| (specie del Nord America e Cosmopolite) \| \| \| \| |
|  | |
|  | G. americana |
|  | |
|  | G. purpurea |
|  | |
|  | (specie del Nord America e Cosmopolite)                                                                                |
|  | |

|  | G. americana                            |
|  |                                         |
|  | G. purpurea                             |
|  |                                         |
|  | (specie del Nord America e Cosmopolite) |
|  |                                         |

|  | G. capitata (Stuckertiella capitata)                                                                  |
|  | |
|  | \| \| G. alpina (Gamochaetopsis alpina) \| \| \| \| \| \| (specie delle Ande meridionali) \| \| \| \| |
|  | |
|  | G. alpina (Gamochaetopsis alpina)                                                                     |
|  | |
|  | (specie delle Ande meridionali)                                                                       |
|  | |

|  | G. alpina (Gamochaetopsis alpina) |
|  |                                   |
|  | (specie delle Ande meridionali)   |
|  |                                   |

|  | G. antillana |
|  | |
|  | G. pensylvanica |
|  | |
|  | (specie delle Ande centrali e Cosmopolite)                                                                             |
|  | |
|  | \| \| G. americana \| \| \| \| \| \| G. purpurea \| \| \| \| \| \| (specie del Nord America e Cosmopolite) \| \| \| \| |
|  | |
|  | G. americana |
|  | |
|  | G. purpurea |
|  | |
|  | (specie del Nord America e Cosmopolite)                                                                                |
|  | |

|  | G. americana                            |
|  |                                         |
|  | G. purpurea                             |
|  |                                         |
|  | (specie del Nord America e Cosmopolite) |
|  |                                         |

|  | G. capitata (Stuckertiella capitata)                                                                  |
|  | |
|  | \| \| G. alpina (Gamochaetopsis alpina) \| \| \| \| \| \| (specie delle Ande meridionali) \| \| \| \| |
|  | |
|  | G. alpina (Gamochaetopsis alpina)                                                                     |
|  | |
|  | (specie delle Ande meridionali)                                                                       |
|  | |

|  | G. alpina (Gamochaetopsis alpina) |
|  |                                   |
|  | (specie delle Ande meridionali)   |
|  |                                   |

|  | G. antillana |
|  | |
|  | G. pensylvanica |
|  | |
|  | (specie delle Ande centrali e Cosmopolite)                                                                             |
|  | |
|  | \| \| G. americana \| \| \| \| \| \| G. purpurea \| \| \| \| \| \| (specie del Nord America e Cosmopolite) \| \| \| \| |
|  | |
|  | G. americana |
|  | |
|  | G. purpurea |
|  | |
|  | (specie del Nord America e Cosmopolite)                                                                                |
|  | |

|  | G. americana                            |
|  |                                         |
|  | G. purpurea                             |
|  |                                         |
|  | (specie del Nord America e Cosmopolite) |
|  |                                         |

|  | G. capitata (Stuckertiella capitata)                                                                  |
|  | |
|  | \| \| G. alpina (Gamochaetopsis alpina) \| \| \| \| \| \| (specie delle Ande meridionali) \| \| \| \| |
|  | |
|  | G. alpina (Gamochaetopsis alpina)                                                                     |
|  | |
|  | (specie delle Ande meridionali)                                                                       |
|  | |

|  | G. alpina (Gamochaetopsis alpina) |
|  |                                   |
|  | (specie delle Ande meridionali)   |
|  |                                   |

|  | G. antillana |
|  | |
|  | G. pensylvanica |
|  | |
|  | (specie delle Ande centrali e Cosmopolite)                                                                             |
|  | |
|  | \| \| G. americana \| \| \| \| \| \| G. purpurea \| \| \| \| \| \| (specie del Nord America e Cosmopolite) \| \| \| \| |
|  | |
|  | G. americana |
|  | |
|  | G. purpurea |
|  | |
|  | (specie del Nord America e Cosmopolite)                                                                                |
|  | |

|  | G. americana                            |
|  |                                         |
|  | G. purpurea                             |
|  |                                         |
|  | (specie del Nord America e Cosmopolite) |
|  |                                         |

|  | G. capitata (Stuckertiella capitata)                                                                  |
|  | |
|  | \| \| G. alpina (Gamochaetopsis alpina) \| \| \| \| \| \| (specie delle Ande meridionali) \| \| \| \| |
|  | |
|  | G. alpina (Gamochaetopsis alpina)                                                                     |
|  | |
|  | (specie delle Ande meridionali)                                                                       |
|  | |

|  | G. alpina (Gamochaetopsis alpina) |
|  |                                   |
|  | (specie delle Ande meridionali)   |
|  |                                   |

|  | G. antillana |
|  | |
|  | G. pensylvanica |
|  | |
|  | (specie delle Ande centrali e Cosmopolite)                                                                             |
|  | |
|  | \| \| G. americana \| \| \| \| \| \| G. purpurea \| \| \| \| \| \| (specie del Nord America e Cosmopolite) \| \| \| \| |
|  | |
|  | G. americana |
|  | |
|  | G. purpurea |
|  | |
|  | (specie del Nord America e Cosmopolite)                                                                                |
|  | |

|  | G. americana                            |
|  |                                         |
|  | G. purpurea                             |
|  |                                         |
|  | (specie del Nord America e Cosmopolite) |
|  |                                         |

|  | G. capitata (Stuckertiella capitata)                                                                  |
|  | |
|  | \| \| G. alpina (Gamochaetopsis alpina) \| \| \| \| \| \| (specie delle Ande meridionali) \| \| \| \| |
|  | |
|  | G. alpina (Gamochaetopsis alpina)                                                                     |
|  | |
|  | (specie delle Ande meridionali)                                                                       |
|  | |

|  | G. alpina (Gamochaetopsis alpina) |
|  |                                   |
|  | (specie delle Ande meridionali)   |
|  |                                   |

|  | G. antillana |
|  | |
|  | G. pensylvanica |
|  | |
|  | (specie delle Ande centrali e Cosmopolite)                                                                             |
|  | |
|  | \| \| G. americana \| \| \| \| \| \| G. purpurea \| \| \| \| \| \| (specie del Nord America e Cosmopolite) \| \| \| \| |
|  | |
|  | G. americana |
|  | |
|  | G. purpurea |
|  | |
|  | (specie del Nord America e Cosmopolite)                                                                                |
|  | |

|  | G. americana                            |
|  |                                         |
|  | G. purpurea                             |
|  |                                         |
|  | (specie del Nord America e Cosmopolite) |
|  |                                         |

|  | G. capitata (Stuckertiella capitata)                                                                  |
|  | |
|  | \| \| G. alpina (Gamochaetopsis alpina) \| \| \| \| \| \| (specie delle Ande meridionali) \| \| \| \| |
|  | |
|  | G. alpina (Gamochaetopsis alpina)                                                                     |
|  | |
|  | (specie delle Ande meridionali)                                                                       |
|  | |

|  | G. alpina (Gamochaetopsis alpina) |
|  |                                   |
|  | (specie delle Ande meridionali)   |
|  |                                   |

|  | G. antillana |
|  | |
|  | G. pensylvanica |
|  | |
|  | (specie delle Ande centrali e Cosmopolite)                                                                             |
|  | |
|  | \| \| G. americana \| \| \| \| \| \| G. purpurea \| \| \| \| \| \| (specie del Nord America e Cosmopolite) \| \| \| \| |
|  | |
|  | G. americana |
|  | |
|  | G. purpurea |
|  | |
|  | (specie del Nord America e Cosmopolite)                                                                                |
|  | |

|  | G. americana                            |
|  |                                         |
|  | G. purpurea                             |
|  |                                         |
|  | (specie del Nord America e Cosmopolite) |
|  |                                         |

|  | G. capitata (Stuckertiella capitata)                                                                  |
|  | |
|  | \| \| G. alpina (Gamochaetopsis alpina) \| \| \| \| \| \| (specie delle Ande meridionali) \| \| \| \| |
|  | |
|  | G. alpina (Gamochaetopsis alpina)                                                                     |
|  | |
|  | (specie delle Ande meridionali)                                                                       |
|  | |

|  | G. alpina (Gamochaetopsis alpina) |
|  |                                   |
|  | (specie delle Ande meridionali)   |
|  |                                   |

|  | G. antillana |
|  | |
|  | G. pensylvanica |
|  | |
|  | (specie delle Ande centrali e Cosmopolite)                                                                             |
|  | |
|  | \| \| G. americana \| \| \| \| \| \| G. purpurea \| \| \| \| \| \| (specie del Nord America e Cosmopolite) \| \| \| \| |
|  | |
|  | G. americana |
|  | |
|  | G. purpurea |
|  | |
|  | (specie del Nord America e Cosmopolite)                                                                                |
|  | |

|  | G. americana                            |
|  |                                         |
|  | G. purpurea                             |
|  |                                         |
|  | (specie del Nord America e Cosmopolite) |
|  |                                         |

|  | G. capitata (Stuckertiella capitata)                                                                  |
|  | |
|  | \| \| G. alpina (Gamochaetopsis alpina) \| \| \| \| \| \| (specie delle Ande meridionali) \| \| \| \| |
|  | |
|  | G. alpina (Gamochaetopsis alpina)                                                                     |
|  | |
|  | (specie delle Ande meridionali)                                                                       |
|  | |

|  | G. alpina (Gamochaetopsis alpina) |
|  |                                   |
|  | (specie delle Ande meridionali)   |
|  |                                   |

|  | G. antillana |
|  | |
|  | G. pensylvanica |
|  | |
|  | (specie delle Ande centrali e Cosmopolite)                                                                             |
|  | |
|  | \| \| G. americana \| \| \| \| \| \| G. purpurea \| \| \| \| \| \| (specie del Nord America e Cosmopolite) \| \| \| \| |
|  | |
|  | G. americana |
|  | |
|  | G. purpurea |
|  | |
|  | (specie del Nord America e Cosmopolite)                                                                                |
|  | |

|  | G. americana                            |
|  |                                         |
|  | G. purpurea                             |
|  |                                         |
|  | (specie del Nord America e Cosmopolite) |
|  |                                         |

|  | G. capitata (Stuckertiella capitata)                                                                  |
|  | |
|  | \| \| G. alpina (Gamochaetopsis alpina) \| \| \| \| \| \| (specie delle Ande meridionali) \| \| \| \| |
|  | |
|  | G. alpina (Gamochaetopsis alpina)                                                                     |
|  | |
|  | (specie delle Ande meridionali)                                                                       |
|  | |

|  | G. alpina (Gamochaetopsis alpina) |
|  |                                   |
|  | (specie delle Ande meridionali)   |
|  |                                   |

|  | G. antillana |
|  | |
|  | G. pensylvanica |
|  | |
|  | (specie delle Ande centrali e Cosmopolite)                                                                             |
|  | |
|  | \| \| G. americana \| \| \| \| \| \| G. purpurea \| \| \| \| \| \| (specie del Nord America e Cosmopolite) \| \| \| \| |
|  | |
|  | G. americana |
|  | |
|  | G. purpurea |
|  | |
|  | (specie del Nord America e Cosmopolite)                                                                                |
|  | |

|  | G. americana                            |
|  |                                         |
|  | G. purpurea                             |
|  |                                         |
|  | (specie del Nord America e Cosmopolite) |
|  |                                         |

|  | G. capitata (Stuckertiella capitata)                                                                  |
|  | |
|  | \| \| G. alpina (Gamochaetopsis alpina) \| \| \| \| \| \| (specie delle Ande meridionali) \| \| \| \| |
|  | |
|  | G. alpina (Gamochaetopsis alpina)                                                                     |
|  | |
|  | (specie delle Ande meridionali)                                                                       |
|  | |

|  | G. alpina (Gamochaetopsis alpina) |
|  |                                   |
|  | (specie delle Ande meridionali)   |
|  |                                   |

|  | G. antillana |
|  | |
|  | G. pensylvanica |
|  | |
|  | (specie delle Ande centrali e Cosmopolite)                                                                             |
|  | |
|  | \| \| G. americana \| \| \| \| \| \| G. purpurea \| \| \| \| \| \| (specie del Nord America e Cosmopolite) \| \| \| \| |
|  | |
|  | G. americana |
|  | |
|  | G. purpurea |
|  | |
|  | (specie del Nord America e Cosmopolite)                                                                                |
|  | |

|  | G. americana                            |
|  |                                         |
|  | G. purpurea                             |
|  |                                         |
|  | (specie del Nord America e Cosmopolite) |
|  |                                         |

|  | G. capitata (Stuckertiella capitata)                                                                  |
|  | |
|  | \| \| G. alpina (Gamochaetopsis alpina) \| \| \| \| \| \| (specie delle Ande meridionali) \| \| \| \| |
|  | |
|  | G. alpina (Gamochaetopsis alpina)                                                                     |
|  | |
|  | (specie delle Ande meridionali)                                                                       |
|  | |

|  | G. alpina (Gamochaetopsis alpina) |
|  |                                   |
|  | (specie delle Ande meridionali)   |
|  |                                   |

|  | G. antillana |
|  | |
|  | G. pensylvanica |
|  | |
|  | (specie delle Ande centrali e Cosmopolite)                                                                             |
|  | |
|  | \| \| G. americana \| \| \| \| \| \| G. purpurea \| \| \| \| \| \| (specie del Nord America e Cosmopolite) \| \| \| \| |
|  | |
|  | G. americana |
|  | |
|  | G. purpurea |
|  | |
|  | (specie del Nord America e Cosmopolite)                                                                                |
|  | |

|  | G. americana                            |
|  |                                         |
|  | G. purpurea                             |
|  |                                         |
|  | (specie del Nord America e Cosmopolite) |
|  |                                         |

|  | G. capitata (Stuckertiella capitata)                                                                  |
|  | |
|  | \| \| G. alpina (Gamochaetopsis alpina) \| \| \| \| \| \| (specie delle Ande meridionali) \| \| \| \| |
|  | |
|  | G. alpina (Gamochaetopsis alpina)                                                                     |
|  | |
|  | (specie delle Ande meridionali)                                                                       |
|  | |

|  | G. alpina (Gamochaetopsis alpina) |
|  |                                   |
|  | (specie delle Ande meridionali)   |
|  |                                   |

|  | G. antillana |
|  | |
|  | G. pensylvanica |
|  | |
|  | (specie delle Ande centrali e Cosmopolite)                                                                             |
|  | |
|  | \| \| G. americana \| \| \| \| \| \| G. purpurea \| \| \| \| \| \| (specie del Nord America e Cosmopolite) \| \| \| \| |
|  | |
|  | G. americana |
|  | |
|  | G. purpurea |
|  | |
|  | (specie del Nord America e Cosmopolite)                                                                                |
|  | |

|  | G. americana                            |
|  |                                         |
|  | G. purpurea                             |
|  |                                         |
|  | (specie del Nord America e Cosmopolite) |
|  |                                         |

|  | G. capitata (Stuckertiella capitata)                                                                  |
|  | |
|  | \| \| G. alpina (Gamochaetopsis alpina) \| \| \| \| \| \| (specie delle Ande meridionali) \| \| \| \| |
|  | |
|  | G. alpina (Gamochaetopsis alpina)                                                                     |
|  | |
|  | (specie delle Ande meridionali)                                                                       |
|  | |

|  | G. alpina (Gamochaetopsis alpina) |
|  |                                   |
|  | (specie delle Ande meridionali)   |
|  |                                   |

|  | G. antillana |
|  | |
|  | G. pensylvanica |
|  | |
|  | (specie delle Ande centrali e Cosmopolite)                                                                             |
|  | |
|  | \| \| G. americana \| \| \| \| \| \| G. purpurea \| \| \| \| \| \| (specie del Nord America e Cosmopolite) \| \| \| \| |
|  | |
|  | G. americana |
|  | |
|  | G. purpurea |
|  | |
|  | (specie del Nord America e Cosmopolite)                                                                                |
|  | |

|  | G. americana                            |
|  |                                         |
|  | G. purpurea                             |
|  |                                         |
|  | (specie del Nord America e Cosmopolite) |
|  |                                         |

|  | G. capitata (Stuckertiella capitata)                                                                  |
|  | |
|  | \| \| G. alpina (Gamochaetopsis alpina) \| \| \| \| \| \| (specie delle Ande meridionali) \| \| \| \| |
|  | |
|  | G. alpina (Gamochaetopsis alpina)                                                                     |
|  | |
|  | (specie delle Ande meridionali)                                                                       |
|  | |

|  | G. alpina (Gamochaetopsis alpina) |
|  |                                   |
|  | (specie delle Ande meridionali)   |
|  |                                   |

|  | G. antillana |
|  | |
|  | G. pensylvanica |
|  | |
|  | (specie delle Ande centrali e Cosmopolite)                                                                             |
|  | |
|  | \| \| G. americana \| \| \| \| \| \| G. purpurea \| \| \| \| \| \| (specie del Nord America e Cosmopolite) \| \| \| \| |
|  | |
|  | G. americana |
|  | |
|  | G. purpurea |
|  | |
|  | (specie del Nord America e Cosmopolite)                                                                                |
|  | |

|  | G. americana                            |
|  |                                         |
|  | G. purpurea                             |
|  |                                         |
|  | (specie del Nord America e Cosmopolite) |
|  |                                         |

|  | G. capitata (Stuckertiella capitata)                                                                  |
|  | |
|  | \| \| G. alpina (Gamochaetopsis alpina) \| \| \| \| \| \| (specie delle Ande meridionali) \| \| \| \| |
|  | |
|  | G. alpina (Gamochaetopsis alpina)                                                                     |
|  | |
|  | (specie delle Ande meridionali)                                                                       |
|  | |

|  | G. alpina (Gamochaetopsis alpina) |
|  |                                   |
|  | (specie delle Ande meridionali)   |
|  |                                   |

|  | G. antillana |
|  | |
|  | G. pensylvanica |
|  | |
|  | (specie delle Ande centrali e Cosmopolite)                                                                             |
|  | |
|  | \| \| G. americana \| \| \| \| \| \| G. purpurea \| \| \| \| \| \| (specie del Nord America e Cosmopolite) \| \| \| \| |
|  | |
|  | G. americana |
|  | |
|  | G. purpurea |
|  | |
|  | (specie del Nord America e Cosmopolite)                                                                                |
|  | |

|  | G. americana                            |
|  |                                         |
|  | G. purpurea                             |
|  |                                         |
|  | (specie del Nord America e Cosmopolite) |
|  |                                         |

|  | G. capitata (Stuckertiella capitata)                                                                  |
|  | |
|  | \| \| G. alpina (Gamochaetopsis alpina) \| \| \| \| \| \| (specie delle Ande meridionali) \| \| \| \| |
|  | |
|  | G. alpina (Gamochaetopsis alpina)                                                                     |
|  | |
|  | (specie delle Ande meridionali)                                                                       |
|  | |

|  | G. alpina (Gamochaetopsis alpina) |
|  |                                   |
|  | (specie delle Ande meridionali)   |
|  |                                   |

|  | G. antillana |
|  | |
|  | G. pensylvanica |
|  | |
|  | (specie delle Ande centrali e Cosmopolite)                                                                             |
|  | |
|  | \| \| G. americana \| \| \| \| \| \| G. purpurea \| \| \| \| \| \| (specie del Nord America e Cosmopolite) \| \| \| \| |
|  | |
|  | G. americana |
|  | |
|  | G. purpurea |
|  | |
|  | (specie del Nord America e Cosmopolite)                                                                                |
|  | |

|  | G. americana                            |
|  |                                         |
|  | G. purpurea                             |
|  |                                         |
|  | (specie del Nord America e Cosmopolite) |
|  |                                         |

|  | G. capitata (Stuckertiella capitata)                                                                  |
|  | |
|  | \| \| G. alpina (Gamochaetopsis alpina) \| \| \| \| \| \| (specie delle Ande meridionali) \| \| \| \| |
|  | |
|  | G. alpina (Gamochaetopsis alpina)                                                                     |
|  | |
|  | (specie delle Ande meridionali)                                                                       |
|  | |

|  | G. alpina (Gamochaetopsis alpina) |
|  |                                   |
|  | (specie delle Ande meridionali)   |
|  |                                   |

|  | G. antillana |
|  | |
|  | G. pensylvanica |
|  | |
|  | (specie delle Ande centrali e Cosmopolite)                                                                             |
|  | |
|  | \| \| G. americana \| \| \| \| \| \| G. purpurea \| \| \| \| \| \| (specie del Nord America e Cosmopolite) \| \| \| \| |
|  | |
|  | G. americana |
|  | |
|  | G. purpurea |
|  | |
|  | (specie del Nord America e Cosmopolite)                                                                                |
|  | |

|  | G. americana                            |
|  |                                         |
|  | G. purpurea                             |
|  |                                         |
|  | (specie del Nord America e Cosmopolite) |
|  |                                         |

|  | G. capitata (Stuckertiella capitata)                                                                  |
|  | |
|  | \| \| G. alpina (Gamochaetopsis alpina) \| \| \| \| \| \| (specie delle Ande meridionali) \| \| \| \| |
|  | |
|  | G. alpina (Gamochaetopsis alpina)                                                                     |
|  | |
|  | (specie delle Ande meridionali)                                                                       |
|  | |

|  | G. alpina (Gamochaetopsis alpina) |
|  |                                   |
|  | (specie delle Ande meridionali)   |
|  |                                   |

|  | G. antillana |
|  | |
|  | G. pensylvanica |
|  | |
|  | (specie delle Ande centrali e Cosmopolite)                                                                             |
|  | |
|  | \| \| G. americana \| \| \| \| \| \| G. purpurea \| \| \| \| \| \| (specie del Nord America e Cosmopolite) \| \| \| \| |
|  | |
|  | G. americana |
|  | |
|  | G. purpurea |
|  | |
|  | (specie del Nord America e Cosmopolite)                                                                                |
|  | |

|  | G. americana                            |
|  |                                         |
|  | G. purpurea                             |
|  |                                         |
|  | (specie del Nord America e Cosmopolite) |
|  |                                         |

|  | G. capitata (Stuckertiella capitata)                                                                  |
|  | |
|  | \| \| G. alpina (Gamochaetopsis alpina) \| \| \| \| \| \| (specie delle Ande meridionali) \| \| \| \| |
|  | |
|  | G. alpina (Gamochaetopsis alpina)                                                                     |
|  | |
|  | (specie delle Ande meridionali)                                                                       |
|  | |

|  | G. alpina (Gamochaetopsis alpina) |
|  |                                   |
|  | (specie delle Ande meridionali)   |
|  |                                   |

|  | G. antillana |
|  | |
|  | G. pensylvanica |
|  | |
|  | (specie delle Ande centrali e Cosmopolite)                                                                             |
|  | |
|  | \| \| G. americana \| \| \| \| \| \| G. purpurea \| \| \| \| \| \| (specie del Nord America e Cosmopolite) \| \| \| \| |
|  | |
|  | G. americana |
|  | |
|  | G. purpurea |
|  | |
|  | (specie del Nord America e Cosmopolite)                                                                                |
|  | |

|  | G. americana                            |
|  |                                         |
|  | G. purpurea                             |
|  |                                         |
|  | (specie del Nord America e Cosmopolite) |
|  |                                         |

|  | G. capitata (Stuckertiella capitata)                                                                  |
|  | |
|  | \| \| G. alpina (Gamochaetopsis alpina) \| \| \| \| \| \| (specie delle Ande meridionali) \| \| \| \| |
|  | |
|  | G. alpina (Gamochaetopsis alpina)                                                                     |
|  | |
|  | (specie delle Ande meridionali)                                                                       |
|  | |

|  | G. alpina (Gamochaetopsis alpina) |
|  |                                   |
|  | (specie delle Ande meridionali)   |
|  |                                   |

|  | G. antillana |
|  | |
|  | G. pensylvanica |
|  | |
|  | (specie delle Ande centrali e Cosmopolite)                                                                             |
|  | |
|  | \| \| G. americana \| \| \| \| \| \| G. purpurea \| \| \| \| \| \| (specie del Nord America e Cosmopolite) \| \| \| \| |
|  | |
|  | G. americana |
|  | |
|  | G. purpurea |
|  | |
|  | (specie del Nord America e Cosmopolite)                                                                                |
|  | |

|  | G. americana                            |
|  |                                         |
|  | G. purpurea                             |
|  |                                         |
|  | (specie del Nord America e Cosmopolite) |
|  |                                         |

|  | G. capitata (Stuckertiella capitata)                                                                  |
|  | |
|  | \| \| G. alpina (Gamochaetopsis alpina) \| \| \| \| \| \| (specie delle Ande meridionali) \| \| \| \| |
|  | |
|  | G. alpina (Gamochaetopsis alpina)                                                                     |
|  | |
|  | (specie delle Ande meridionali)                                                                       |
|  | |

|  | G. alpina (Gamochaetopsis alpina) |
|  |                                   |
|  | (specie delle Ande meridionali)   |
|  |                                   |

|  | G. antillana |
|  | |
|  | G. pensylvanica |
|  | |
|  | (specie delle Ande centrali e Cosmopolite)                                                                             |
|  | |
|  | \| \| G. americana \| \| \| \| \| \| G. purpurea \| \| \| \| \| \| (specie del Nord America e Cosmopolite) \| \| \| \| |
|  | |
|  | G. americana |
|  | |
|  | G. purpurea |
|  | |
|  | (specie del Nord America e Cosmopolite)                                                                                |
|  | |

|  | G. americana                            |
|  |                                         |
|  | G. purpurea                             |
|  |                                         |
|  | (specie del Nord America e Cosmopolite) |
|  |                                         |

|  | G. capitata (Stuckertiella capitata)                                                                  |
|  | |
|  | \| \| G. alpina (Gamochaetopsis alpina) \| \| \| \| \| \| (specie delle Ande meridionali) \| \| \| \| |
|  | |
|  | G. alpina (Gamochaetopsis alpina)                                                                     |
|  | |
|  | (specie delle Ande meridionali)                                                                       |
|  | |

|  | G. alpina (Gamochaetopsis alpina) |
|  |                                   |
|  | (specie delle Ande meridionali)   |
|  |                                   |

|  | G. antillana |
|  | |
|  | G. pensylvanica |
|  | |
|  | (specie delle Ande centrali e Cosmopolite)                                                                             |
|  | |
|  | \| \| G. americana \| \| \| \| \| \| G. purpurea \| \| \| \| \| \| (specie del Nord America e Cosmopolite) \| \| \| \| |
|  | |
|  | G. americana |
|  | |
|  | G. purpurea |
|  | |
|  | (specie del Nord America e Cosmopolite)                                                                                |
|  | |

|  | G. americana                            |
|  |                                         |
|  | G. purpurea                             |
|  |                                         |
|  | (specie del Nord America e Cosmopolite) |
|  |                                         |

|  | G. capitata (Stuckertiella capitata)                                                                  |
|  | |
|  | \| \| G. alpina (Gamochaetopsis alpina) \| \| \| \| \| \| (specie delle Ande meridionali) \| \| \| \| |
|  | |
|  | G. alpina (Gamochaetopsis alpina)                                                                     |
|  | |
|  | (specie delle Ande meridionali)                                                                       |
|  | |

|  | G. alpina (Gamochaetopsis alpina) |
|  |                                   |
|  | (specie delle Ande meridionali)   |
|  |                                   |

|  | G. antillana |
|  | |
|  | G. pensylvanica |
|  | |
|  | (specie delle Ande centrali e Cosmopolite)                                                                             |
|  | |
|  | \| \| G. americana \| \| \| \| \| \| G. purpurea \| \| \| \| \| \| (specie del Nord America e Cosmopolite) \| \| \| \| |
|  | |
|  | G. americana |
|  | |
|  | G. purpurea |
|  | |
|  | (specie del Nord America e Cosmopolite)                                                                                |
|  | |

|  | G. americana                            |
|  |                                         |
|  | G. purpurea                             |
|  |                                         |
|  | (specie del Nord America e Cosmopolite) |
|  |                                         |

|  | G. capitata (Stuckertiella capitata)                                                                  |
|  | |
|  | \| \| G. alpina (Gamochaetopsis alpina) \| \| \| \| \| \| (specie delle Ande meridionali) \| \| \| \| |
|  | |
|  | G. alpina (Gamochaetopsis alpina)                                                                     |
|  | |
|  | (specie delle Ande meridionali)                                                                       |
|  | |

|  | G. alpina (Gamochaetopsis alpina) |
|  |                                   |
|  | (specie delle Ande meridionali)   |
|  |                                   |

|  | G. antillana |
|  | |
|  | G. pensylvanica |
|  | |
|  | (specie delle Ande centrali e Cosmopolite)                                                                             |
|  | |
|  | \| \| G. americana \| \| \| \| \| \| G. purpurea \| \| \| \| \| \| (specie del Nord America e Cosmopolite) \| \| \| \| |
|  | |
|  | G. americana |
|  | |
|  | G. purpurea |
|  | |
|  | (specie del Nord America e Cosmopolite)                                                                                |
|  | |

|  | G. americana                            |
|  |                                         |
|  | G. purpurea                             |
|  |                                         |
|  | (specie del Nord America e Cosmopolite) |
|  |                                         |

|  | G. capitata (Stuckertiella capitata)                                                                  |
|  | |
|  | \| \| G. alpina (Gamochaetopsis alpina) \| \| \| \| \| \| (specie delle Ande meridionali) \| \| \| \| |
|  | |
|  | G. alpina (Gamochaetopsis alpina)                                                                     |
|  | |
|  | (specie delle Ande meridionali)                                                                       |
|  | |

|  | G. alpina (Gamochaetopsis alpina) |
|  |                                   |
|  | (specie delle Ande meridionali)   |
|  |                                   |

|  | G. antillana |
|  | |
|  | G. pensylvanica |
|  | |
|  | (specie delle Ande centrali e Cosmopolite)                                                                             |
|  | |
|  | \| \| G. americana \| \| \| \| \| \| G. purpurea \| \| \| \| \| \| (specie del Nord America e Cosmopolite) \| \| \| \| |
|  | |
|  | G. americana |
|  | |
|  | G. purpurea |
|  | |
|  | (specie del Nord America e Cosmopolite)                                                                                |
|  | |

|  | G. americana                            |
|  |                                         |
|  | G. purpurea                             |
|  |                                         |
|  | (specie del Nord America e Cosmopolite) |
|  |                                         |

|  | G. capitata (Stuckertiella capitata)                                                                  |
|  | |
|  | \| \| G. alpina (Gamochaetopsis alpina) \| \| \| \| \| \| (specie delle Ande meridionali) \| \| \| \| |
|  | |
|  | G. alpina (Gamochaetopsis alpina)                                                                     |
|  | |
|  | (specie delle Ande meridionali)                                                                       |
|  | |

|  | G. alpina (Gamochaetopsis alpina) |
|  |                                   |
|  | (specie delle Ande meridionali)   |
|  |                                   |

|  | G. antillana |
|  | |
|  | G. pensylvanica |
|  | |
|  | (specie delle Ande centrali e Cosmopolite)                                                                             |
|  | |
|  | \| \| G. americana \| \| \| \| \| \| G. purpurea \| \| \| \| \| \| (specie del Nord America e Cosmopolite) \| \| \| \| |
|  | |
|  | G. americana |
|  | |
|  | G. purpurea |
|  | |
|  | (specie del Nord America e Cosmopolite)                                                                                |
|  | |

|  | G. americana                            |
|  |                                         |
|  | G. purpurea                             |
|  |                                         |
|  | (specie del Nord America e Cosmopolite) |
|  |                                         |

|  | G. capitata (Stuckertiella capitata)                                                                  |
|  | |
|  | \| \| G. alpina (Gamochaetopsis alpina) \| \| \| \| \| \| (specie delle Ande meridionali) \| \| \| \| |
|  | |
|  | G. alpina (Gamochaetopsis alpina)                                                                     |
|  | |
|  | (specie delle Ande meridionali)                                                                       |
|  | |

|  | G. alpina (Gamochaetopsis alpina) |
|  |                                   |
|  | (specie delle Ande meridionali)   |
|  |                                   |

|  | G. antillana |
|  | |
|  | G. pensylvanica |
|  | |
|  | (specie delle Ande centrali e Cosmopolite)                                                                             |
|  | |
|  | \| \| G. americana \| \| \| \| \| \| G. purpurea \| \| \| \| \| \| (specie del Nord America e Cosmopolite) \| \| \| \| |
|  | |
|  | G. americana |
|  | |
|  | G. purpurea |
|  | |
|  | (specie del Nord America e Cosmopolite)                                                                                |
|  | |

|  | G. americana                            |
|  |                                         |
|  | G. purpurea                             |
|  |                                         |
|  | (specie del Nord America e Cosmopolite) |
|  |                                         |

|  | G. capitata (Stuckertiella capitata)                                                                  |
|  | |
|  | \| \| G. alpina (Gamochaetopsis alpina) \| \| \| \| \| \| (specie delle Ande meridionali) \| \| \| \| |
|  | |
|  | G. alpina (Gamochaetopsis alpina)                                                                     |
|  | |
|  | (specie delle Ande meridionali)                                                                       |
|  | |

|  | G. alpina (Gamochaetopsis alpina) |
|  |                                   |
|  | (specie delle Ande meridionali)   |
|  |                                   |

|  | G. antillana |
|  | |
|  | G. pensylvanica |
|  | |
|  | (specie delle Ande centrali e Cosmopolite)                                                                             |
|  | |
|  | \| \| G. americana \| \| \| \| \| \| G. purpurea \| \| \| \| \| \| (specie del Nord America e Cosmopolite) \| \| \| \| |
|  | |
|  | G. americana |
|  | |
|  | G. purpurea |
|  | |
|  | (specie del Nord America e Cosmopolite)                                                                                |
|  | |

|  | G. americana                            |
|  |                                         |
|  | G. purpurea                             |
|  |                                         |
|  | (specie del Nord America e Cosmopolite) |
|  |                                         |

|  | G. capitata (Stuckertiella capitata)                                                                  |
|  | |
|  | \| \| G. alpina (Gamochaetopsis alpina) \| \| \| \| \| \| (specie delle Ande meridionali) \| \| \| \| |
|  | |
|  | G. alpina (Gamochaetopsis alpina)                                                                     |
|  | |
|  | (specie delle Ande meridionali)                                                                       |
|  | |

|  | G. alpina (Gamochaetopsis alpina) |
|  |                                   |
|  | (specie delle Ande meridionali)   |
|  |                                   |

|  | G. antillana |
|  | |
|  | G. pensylvanica |
|  | |
|  | (specie delle Ande centrali e Cosmopolite)                                                                             |
|  | |
|  | \| \| G. americana \| \| \| \| \| \| G. purpurea \| \| \| \| \| \| (specie del Nord America e Cosmopolite) \| \| \| \| |
|  | |
|  | G. americana |
|  | |
|  | G. purpurea |
|  | |
|  | (specie del Nord America e Cosmopolite)                                                                                |
|  | |

|  | G. americana                            |
|  |                                         |
|  | G. purpurea                             |
|  |                                         |
|  | (specie del Nord America e Cosmopolite) |
|  |                                         |

|  | G. capitata (Stuckertiella capitata)                                                                  |
|  | |
|  | \| \| G. alpina (Gamochaetopsis alpina) \| \| \| \| \| \| (specie delle Ande meridionali) \| \| \| \| |
|  | |
|  | G. alpina (Gamochaetopsis alpina)                                                                     |
|  | |
|  | (specie delle Ande meridionali)                                                                       |
|  | |

|  | G. alpina (Gamochaetopsis alpina) |
|  |                                   |
|  | (specie delle Ande meridionali)   |
|  |                                   |

|  | G. antillana |
|  | |
|  | G. pensylvanica |
|  | |
|  | (specie delle Ande centrali e Cosmopolite)                                                                             |
|  | |
|  | \| \| G. americana \| \| \| \| \| \| G. purpurea \| \| \| \| \| \| (specie del Nord America e Cosmopolite) \| \| \| \| |
|  | |
|  | G. americana |
|  | |
|  | G. purpurea |
|  | |
|  | (specie del Nord America e Cosmopolite)                                                                                |
|  | |

|  | G. americana                            |
|  |                                         |
|  | G. purpurea                             |
|  |                                         |
|  | (specie del Nord America e Cosmopolite) |
|  |                                         |

|  | G. capitata (Stuckertiella capitata)                                                                  |
|  | |
|  | \| \| G. alpina (Gamochaetopsis alpina) \| \| \| \| \| \| (specie delle Ande meridionali) \| \| \| \| |
|  | |
|  | G. alpina (Gamochaetopsis alpina)                                                                     |
|  | |
|  | (specie delle Ande meridionali)                                                                       |
|  | |

|  | G. alpina (Gamochaetopsis alpina) |
|  |                                   |
|  | (specie delle Ande meridionali)   |
|  |                                   |

|  | G. antillana |
|  | |
|  | G. pensylvanica |
|  | |
|  | (specie delle Ande centrali e Cosmopolite)                                                                             |
|  | |
|  | \| \| G. americana \| \| \| \| \| \| G. purpurea \| \| \| \| \| \| (specie del Nord America e Cosmopolite) \| \| \| \| |
|  | |
|  | G. americana |
|  | |
|  | G. purpurea |
|  | |
|  | (specie del Nord America e Cosmopolite)                                                                                |
|  | |

|  | G. americana                            |
|  |                                         |
|  | G. purpurea                             |
|  |                                         |
|  | (specie del Nord America e Cosmopolite) |
|  |                                         |

|  | G. capitata (Stuckertiella capitata)                                                                  |
|  | |
|  | \| \| G. alpina (Gamochaetopsis alpina) \| \| \| \| \| \| (specie delle Ande meridionali) \| \| \| \| |
|  | |
|  | G. alpina (Gamochaetopsis alpina)                                                                     |
|  | |
|  | (specie delle Ande meridionali)                                                                       |
|  | |

|  | G. alpina (Gamochaetopsis alpina) |
|  |                                   |
|  | (specie delle Ande meridionali)   |
|  |                                   |

|  | G. antillana |
|  | |
|  | G. pensylvanica |
|  | |
|  | (specie delle Ande centrali e Cosmopolite)                                                                             |
|  | |
|  | \| \| G. americana \| \| \| \| \| \| G. purpurea \| \| \| \| \| \| (specie del Nord America e Cosmopolite) \| \| \| \| |
|  | |
|  | G. americana |
|  | |
|  | G. purpurea |
|  | |
|  | (specie del Nord America e Cosmopolite)                                                                                |
|  | |

|  | G. americana                            |
|  |                                         |
|  | G. purpurea                             |
|  |                                         |
|  | (specie del Nord America e Cosmopolite) |
|  |                                         |

|  | G. capitata (Stuckertiella capitata)                                                                  |
|  | |
|  | \| \| G. alpina (Gamochaetopsis alpina) \| \| \| \| \| \| (specie delle Ande meridionali) \| \| \| \| |
|  | |
|  | G. alpina (Gamochaetopsis alpina)                                                                     |
|  | |
|  | (specie delle Ande meridionali)                                                                       |
|  | |

|  | G. alpina (Gamochaetopsis alpina) |
|  |                                   |
|  | (specie delle Ande meridionali)   |
|  |                                   |

|  | G. antillana |
|  | |
|  | G. pensylvanica |
|  | |
|  | (specie delle Ande centrali e Cosmopolite)                                                                             |
|  | |
|  | \| \| G. americana \| \| \| \| \| \| G. purpurea \| \| \| \| \| \| (specie del Nord America e Cosmopolite) \| \| \| \| |
|  | |
|  | G. americana |
|  | |
|  | G. purpurea |
|  | |
|  | (specie del Nord America e Cosmopolite)                                                                                |
|  | |

|  | G. americana                            |
|  |                                         |
|  | G. purpurea                             |
|  |                                         |
|  | (specie del Nord America e Cosmopolite) |
|  |                                         |

|  | G. capitata (Stuckertiella capitata)                                                                  |
|  | |
|  | \| \| G. alpina (Gamochaetopsis alpina) \| \| \| \| \| \| (specie delle Ande meridionali) \| \| \| \| |
|  | |
|  | G. alpina (Gamochaetopsis alpina)                                                                     |
|  | |
|  | (specie delle Ande meridionali)                                                                       |
|  | |

|  | G. alpina (Gamochaetopsis alpina) |
|  |                                   |
|  | (specie delle Ande meridionali)   |
|  |                                   |

|  | G. antillana |
|  | |
|  | G. pensylvanica |
|  | |
|  | (specie delle Ande centrali e Cosmopolite)                                                                             |
|  | |
|  | \| \| G. americana \| \| \| \| \| \| G. purpurea \| \| \| \| \| \| (specie del Nord America e Cosmopolite) \| \| \| \| |
|  | |
|  | G. americana |
|  | |
|  | G. purpurea |
|  | |
|  | (specie del Nord America e Cosmopolite)                                                                                |
|  | |

|  | G. americana                            |
|  |                                         |
|  | G. purpurea                             |
|  |                                         |
|  | (specie del Nord America e Cosmopolite) |
|  |                                         |

|  | G. capitata (Stuckertiella capitata)                                                                  |
|  | |
|  | \| \| G. alpina (Gamochaetopsis alpina) \| \| \| \| \| \| (specie delle Ande meridionali) \| \| \| \| |
|  | |
|  | G. alpina (Gamochaetopsis alpina)                                                                     |
|  | |
|  | (specie delle Ande meridionali)                                                                       |
|  | |

|  | G. alpina (Gamochaetopsis alpina) |
|  |                                   |
|  | (specie delle Ande meridionali)   |
|  |                                   |

|  | G. antillana |
|  | |
|  | G. pensylvanica |
|  | |
|  | (specie delle Ande centrali e Cosmopolite)                                                                             |
|  | |
|  | \| \| G. americana \| \| \| \| \| \| G. purpurea \| \| \| \| \| \| (specie del Nord America e Cosmopolite) \| \| \| \| |
|  | |
|  | G. americana |
|  | |
|  | G. purpurea |
|  | |
|  | (specie del Nord America e Cosmopolite)                                                                                |
|  | |

|  | G. americana                            |
|  |                                         |
|  | G. purpurea                             |
|  |                                         |
|  | (specie del Nord America e Cosmopolite) |
|  |                                         |

|  | G. capitata (Stuckertiella capitata)                                                                  |
|  | |
|  | \| \| G. alpina (Gamochaetopsis alpina) \| \| \| \| \| \| (specie delle Ande meridionali) \| \| \| \| |
|  | |
|  | G. alpina (Gamochaetopsis alpina)                                                                     |
|  | |
|  | (specie delle Ande meridionali)                                                                       |
|  | |

|  | G. alpina (Gamochaetopsis alpina) |
|  |                                   |
|  | (specie delle Ande meridionali)   |
|  |                                   |

|  | G. antillana |
|  | |
|  | G. pensylvanica |
|  | |
|  | (specie delle Ande centrali e Cosmopolite)                                                                             |
|  | |
|  | \| \| G. americana \| \| \| \| \| \| G. purpurea \| \| \| \| \| \| (specie del Nord America e Cosmopolite) \| \| \| \| |
|  | |
|  | G. americana |
|  | |
|  | G. purpurea |
|  | |
|  | (specie del Nord America e Cosmopolite)                                                                                |
|  | |

|  | G. americana                            |
|  |                                         |
|  | G. purpurea                             |
|  |                                         |
|  | (specie del Nord America e Cosmopolite) |
|  |                                         |

|  | G. capitata (Stuckertiella capitata)                                                                  |
|  | |
|  | \| \| G. alpina (Gamochaetopsis alpina) \| \| \| \| \| \| (specie delle Ande meridionali) \| \| \| \| |
|  | |
|  | G. alpina (Gamochaetopsis alpina)                                                                     |
|  | |
|  | (specie delle Ande meridionali)                                                                       |
|  | |

|  | G. alpina (Gamochaetopsis alpina) |
|  |                                   |
|  | (specie delle Ande meridionali)   |
|  |                                   |

|  | G. antillana |
|  | |
|  | G. pensylvanica |
|  | |
|  | (specie delle Ande centrali e Cosmopolite)                                                                             |
|  | |
|  | \| \| G. americana \| \| \| \| \| \| G. purpurea \| \| \| \| \| \| (specie del Nord America e Cosmopolite) \| \| \| \| |
|  | |
|  | G. americana |
|  | |
|  | G. purpurea |
|  | |
|  | (specie del Nord America e Cosmopolite)                                                                                |
|  | |

|  | G. americana                            |
|  |                                         |
|  | G. purpurea                             |
|  |                                         |
|  | (specie del Nord America e Cosmopolite) |
|  |                                         |

|  | G. capitata (Stuckertiella capitata)                                                                  |
|  | |
|  | \| \| G. alpina (Gamochaetopsis alpina) \| \| \| \| \| \| (specie delle Ande meridionali) \| \| \| \| |
|  | |
|  | G. alpina (Gamochaetopsis alpina)                                                                     |
|  | |
|  | (specie delle Ande meridionali)                                                                       |
|  | |

|  | G. alpina (Gamochaetopsis alpina) |
|  |                                   |
|  | (specie delle Ande meridionali)   |
|  |                                   |

|  | G. antillana |
|  | |
|  | G. pensylvanica |
|  | |
|  | (specie delle Ande centrali e Cosmopolite)                                                                             |
|  | |
|  | \| \| G. americana \| \| \| \| \| \| G. purpurea \| \| \| \| \| \| (specie del Nord America e Cosmopolite) \| \| \| \| |
|  | |
|  | G. americana |
|  | |
|  | G. purpurea |
|  | |
|  | (specie del Nord America e Cosmopolite)                                                                                |
|  | |

|  | G. americana                            |
|  |                                         |
|  | G. purpurea                             |
|  |                                         |
|  | (specie del Nord America e Cosmopolite) |
|  |                                         |

|  | G. capitata (Stuckertiella capitata)                                                                  |
|  | |
|  | \| \| G. alpina (Gamochaetopsis alpina) \| \| \| \| \| \| (specie delle Ande meridionali) \| \| \| \| |
|  | |
|  | G. alpina (Gamochaetopsis alpina)                                                                     |
|  | |
|  | (specie delle Ande meridionali)                                                                       |
|  | |

|  | G. alpina (Gamochaetopsis alpina) |
|  |                                   |
|  | (specie delle Ande meridionali)   |
|  |                                   |

|  | G. antillana |
|  | |
|  | G. pensylvanica |
|  | |
|  | (specie delle Ande centrali e Cosmopolite)                                                                             |
|  | |
|  | \| \| G. americana \| \| \| \| \| \| G. purpurea \| \| \| \| \| \| (specie del Nord America e Cosmopolite) \| \| \| \| |
|  | |
|  | G. americana |
|  | |
|  | G. purpurea |
|  | |
|  | (specie del Nord America e Cosmopolite)                                                                                |
|  | |

|  | G. americana                            |
|  |                                         |
|  | G. purpurea                             |
|  |                                         |
|  | (specie del Nord America e Cosmopolite) |
|  |                                         |

|  | G. capitata (Stuckertiella capitata)                                                                  |
|  | |
|  | \| \| G. alpina (Gamochaetopsis alpina) \| \| \| \| \| \| (specie delle Ande meridionali) \| \| \| \| |
|  | |
|  | G. alpina (Gamochaetopsis alpina)                                                                     |
|  | |
|  | (specie delle Ande meridionali)                                                                       |
|  | |

|  | G. alpina (Gamochaetopsis alpina) |
|  |                                   |
|  | (specie delle Ande meridionali)   |
|  |                                   |

|  | G. antillana |
|  | |
|  | G. pensylvanica |
|  | |
|  | (specie delle Ande centrali e Cosmopolite)                                                                             |
|  | |
|  | \| \| G. americana \| \| \| \| \| \| G. purpurea \| \| \| \| \| \| (specie del Nord America e Cosmopolite) \| \| \| \| |
|  | |
|  | G. americana |
|  | |
|  | G. purpurea |
|  | |
|  | (specie del Nord America e Cosmopolite)                                                                                |
|  | |

|  | G. americana                            |
|  |                                         |
|  | G. purpurea                             |
|  |                                         |
|  | (specie del Nord America e Cosmopolite) |
|  |                                         |

|  | G. capitata (Stuckertiella capitata)                                                                  |
|  | |
|  | \| \| G. alpina (Gamochaetopsis alpina) \| \| \| \| \| \| (specie delle Ande meridionali) \| \| \| \| |
|  | |
|  | G. alpina (Gamochaetopsis alpina)                                                                     |
|  | |
|  | (specie delle Ande meridionali)                                                                       |
|  | |

|  | G. alpina (Gamochaetopsis alpina) |
|  |                                   |
|  | (specie delle Ande meridionali)   |
|  |                                   |

|  | G. antillana |
|  | |
|  | G. pensylvanica |
|  | |
|  | (specie delle Ande centrali e Cosmopolite)                                                                             |
|  | |
|  | \| \| G. americana \| \| \| \| \| \| G. purpurea \| \| \| \| \| \| (specie del Nord America e Cosmopolite) \| \| \| \| |
|  | |
|  | G. americana |
|  | |
|  | G. purpurea |
|  | |
|  | (specie del Nord America e Cosmopolite)                                                                                |
|  | |

|  | G. americana                            |
|  |                                         |
|  | G. purpurea                             |
|  |                                         |
|  | (specie del Nord America e Cosmopolite) |
|  |                                         |

|  | G. capitata (Stuckertiella capitata)                                                                  |
|  | |
|  | \| \| G. alpina (Gamochaetopsis alpina) \| \| \| \| \| \| (specie delle Ande meridionali) \| \| \| \| |
|  | |
|  | G. alpina (Gamochaetopsis alpina)                                                                     |
|  | |
|  | (specie delle Ande meridionali)                                                                       |
|  | |

|  | G. alpina (Gamochaetopsis alpina) |
|  |                                   |
|  | (specie delle Ande meridionali)   |
|  |                                   |

|  | G. antillana |
|  | |
|  | G. pensylvanica |
|  | |
|  | (specie delle Ande centrali e Cosmopolite)                                                                             |
|  | |
|  | \| \| G. americana \| \| \| \| \| \| G. purpurea \| \| \| \| \| \| (specie del Nord America e Cosmopolite) \| \| \| \| |
|  | |
|  | G. americana |
|  | |
|  | G. purpurea |
|  | |
|  | (specie del Nord America e Cosmopolite)                                                                                |
|  | |

|  | G. americana                            |
|  |                                         |
|  | G. purpurea                             |
|  |                                         |
|  | (specie del Nord America e Cosmopolite) |
|  |                                         |

|  | G. capitata (Stuckertiella capitata)                                                                  |
|  | |
|  | \| \| G. alpina (Gamochaetopsis alpina) \| \| \| \| \| \| (specie delle Ande meridionali) \| \| \| \| |
|  | |
|  | G. alpina (Gamochaetopsis alpina)                                                                     |
|  | |
|  | (specie delle Ande meridionali)                                                                       |
|  | |

|  | G. alpina (Gamochaetopsis alpina) |
|  |                                   |
|  | (specie delle Ande meridionali)   |
|  |                                   |

|  | G. antillana |
|  | |
|  | G. pensylvanica |
|  | |
|  | (specie delle Ande centrali e Cosmopolite)                                                                             |
|  | |
|  | \| \| G. americana \| \| \| \| \| \| G. purpurea \| \| \| \| \| \| (specie del Nord America e Cosmopolite) \| \| \| \| |
|  | |
|  | G. americana |
|  | |
|  | G. purpurea |
|  | |
|  | (specie del Nord America e Cosmopolite)                                                                                |
|  | |

|  | G. americana                            |
|  |                                         |
|  | G. purpurea                             |
|  |                                         |
|  | (specie del Nord America e Cosmopolite) |
|  |                                         |

|  | G. capitata (Stuckertiella capitata)                                                                  |
|  | |
|  | \| \| G. alpina (Gamochaetopsis alpina) \| \| \| \| \| \| (specie delle Ande meridionali) \| \| \| \| |
|  | |
|  | G. alpina (Gamochaetopsis alpina)                                                                     |
|  | |
|  | (specie delle Ande meridionali)                                                                       |
|  | |

|  | G. alpina (Gamochaetopsis alpina) |
|  |                                   |
|  | (specie delle Ande meridionali)   |
|  |                                   |

|  | G. antillana |
|  | |
|  | G. pensylvanica |
|  | |
|  | (specie delle Ande centrali e Cosmopolite)                                                                             |
|  | |
|  | \| \| G. americana \| \| \| \| \| \| G. purpurea \| \| \| \| \| \| (specie del Nord America e Cosmopolite) \| \| \| \| |
|  | |
|  | G. americana |
|  | |
|  | G. purpurea |
|  | |
|  | (specie del Nord America e Cosmopolite)                                                                                |
|  | |

|  | G. americana                            |
|  |                                         |
|  | G. purpurea                             |
|  |                                         |
|  | (specie del Nord America e Cosmopolite) |
|  |                                         |

|  | G. capitata (Stuckertiella capitata)                                                                  |
|  | |
|  | \| \| G. alpina (Gamochaetopsis alpina) \| \| \| \| \| \| (specie delle Ande meridionali) \| \| \| \| |
|  | |
|  | G. alpina (Gamochaetopsis alpina)                                                                     |
|  | |
|  | (specie delle Ande meridionali)                                                                       |
|  | |

|  | G. alpina (Gamochaetopsis alpina) |
|  |                                   |
|  | (specie delle Ande meridionali)   |
|  |                                   |

|  | G. antillana |
|  | |
|  | G. pensylvanica |
|  | |
|  | (specie delle Ande centrali e Cosmopolite)                                                                             |
|  | |
|  | \| \| G. americana \| \| \| \| \| \| G. purpurea \| \| \| \| \| \| (specie del Nord America e Cosmopolite) \| \| \| \| |
|  | |
|  | G. americana |
|  | |
|  | G. purpurea |
|  | |
|  | (specie del Nord America e Cosmopolite)                                                                                |
|  | |

|  | G. americana                            |
|  |                                         |
|  | G. purpurea                             |
|  |                                         |
|  | (specie del Nord America e Cosmopolite) |
|  |                                         |

|  | G. capitata (Stuckertiella capitata)                                                                  |
|  | |
|  | \| \| G. alpina (Gamochaetopsis alpina) \| \| \| \| \| \| (specie delle Ande meridionali) \| \| \| \| |
|  | |
|  | G. alpina (Gamochaetopsis alpina)                                                                     |
|  | |
|  | (specie delle Ande meridionali)                                                                       |
|  | |

|  | G. alpina (Gamochaetopsis alpina) |
|  |                                   |
|  | (specie delle Ande meridionali)   |
|  |                                   |

|  | G. antillana |
|  | |
|  | G. pensylvanica |
|  | |
|  | (specie delle Ande centrali e Cosmopolite)                                                                             |
|  | |
|  | \| \| G. americana \| \| \| \| \| \| G. purpurea \| \| \| \| \| \| (specie del Nord America e Cosmopolite) \| \| \| \| |
|  | |
|  | G. americana |
|  | |
|  | G. purpurea |
|  | |
|  | (specie del Nord America e Cosmopolite)                                                                                |
|  | |

|  | G. americana                            |
|  |                                         |
|  | G. purpurea                             |
|  |                                         |
|  | (specie del Nord America e Cosmopolite) |
|  |                                         |

|  | G. capitata (Stuckertiella capitata)                                                                  |
|  | |
|  | \| \| G. alpina (Gamochaetopsis alpina) \| \| \| \| \| \| (specie delle Ande meridionali) \| \| \| \| |
|  | |
|  | G. alpina (Gamochaetopsis alpina)                                                                     |
|  | |
|  | (specie delle Ande meridionali)                                                                       |
|  | |

|  | G. alpina (Gamochaetopsis alpina) |
|  |                                   |
|  | (specie delle Ande meridionali)   |
|  |                                   |

|  | G. antillana |
|  | |
|  | G. pensylvanica |
|  | |
|  | (specie delle Ande centrali e Cosmopolite)                                                                             |
|  | |
|  | \| \| G. americana \| \| \| \| \| \| G. purpurea \| \| \| \| \| \| (specie del Nord America e Cosmopolite) \| \| \| \| |
|  | |
|  | G. americana |
|  | |
|  | G. purpurea |
|  | |
|  | (specie del Nord America e Cosmopolite)                                                                                |
|  | |

|  | G. americana                            |
|  |                                         |
|  | G. purpurea                             |
|  |                                         |
|  | (specie del Nord America e Cosmopolite) |
|  |                                         |

|  | G. capitata (Stuckertiella capitata)                                                                  |
|  | |
|  | \| \| G. alpina (Gamochaetopsis alpina) \| \| \| \| \| \| (specie delle Ande meridionali) \| \| \| \| |
|  | |
|  | G. alpina (Gamochaetopsis alpina)                                                                     |
|  | |
|  | (specie delle Ande meridionali)                                                                       |
|  | |

|  | G. alpina (Gamochaetopsis alpina) |
|  |                                   |
|  | (specie delle Ande meridionali)   |
|  |                                   |

|  | G. antillana |
|  | |
|  | G. pensylvanica |
|  | |
|  | (specie delle Ande centrali e Cosmopolite)                                                                             |
|  | |
|  | \| \| G. americana \| \| \| \| \| \| G. purpurea \| \| \| \| \| \| (specie del Nord America e Cosmopolite) \| \| \| \| |
|  | |
|  | G. americana |
|  | |
|  | G. purpurea |
|  | |
|  | (specie del Nord America e Cosmopolite)                                                                                |
|  | |

|  | G. americana                            |
|  |                                         |
|  | G. purpurea                             |
|  |                                         |
|  | (specie del Nord America e Cosmopolite) |
|  |                                         |

|  | G. capitata (Stuckertiella capitata)                                                                  |
|  | |
|  | \| \| G. alpina (Gamochaetopsis alpina) \| \| \| \| \| \| (specie delle Ande meridionali) \| \| \| \| |
|  | |
|  | G. alpina (Gamochaetopsis alpina)                                                                     |
|  | |
|  | (specie delle Ande meridionali)                                                                       |
|  | |

|  | G. alpina (Gamochaetopsis alpina) |
|  |                                   |
|  | (specie delle Ande meridionali)   |
|  |                                   |

|  | G. antillana |
|  | |
|  | G. pensylvanica |
|  | |
|  | (specie delle Ande centrali e Cosmopolite)                                                                             |
|  | |
|  | \| \| G. americana \| \| \| \| \| \| G. purpurea \| \| \| \| \| \| (specie del Nord America e Cosmopolite) \| \| \| \| |
|  | |
|  | G. americana |
|  | |
|  | G. purpurea |
|  | |
|  | (specie del Nord America e Cosmopolite)                                                                                |
|  | |

|  | G. americana                            |
|  |                                         |
|  | G. purpurea                             |
|  |                                         |
|  | (specie del Nord America e Cosmopolite) |
|  |                                         |

|  | G. capitata (Stuckertiella capitata)                                                                  |
|  | |
|  | \| \| G. alpina (Gamochaetopsis alpina) \| \| \| \| \| \| (specie delle Ande meridionali) \| \| \| \| |
|  | |
|  | G. alpina (Gamochaetopsis alpina)                                                                     |
|  | |
|  | (specie delle Ande meridionali)                                                                       |
|  | |

|  | G. alpina (Gamochaetopsis alpina) |
|  |                                   |
|  | (specie delle Ande meridionali)   |
|  |                                   |

|  | G. antillana |
|  | |
|  | G. pensylvanica |
|  | |
|  | (specie delle Ande centrali e Cosmopolite)                                                                             |
|  | |
|  | \| \| G. americana \| \| \| \| \| \| G. purpurea \| \| \| \| \| \| (specie del Nord America e Cosmopolite) \| \| \| \| |
|  | |
|  | G. americana |
|  | |
|  | G. purpurea |
|  | |
|  | (specie del Nord America e Cosmopolite)                                                                                |
|  | |

|  | G. americana                            |
|  |                                         |
|  | G. purpurea                             |
|  |                                         |
|  | (specie del Nord America e Cosmopolite) |
|  |                                         |

|  | G. capitata (Stuckertiella capitata)                                                                  |
|  | |
|  | \| \| G. alpina (Gamochaetopsis alpina) \| \| \| \| \| \| (specie delle Ande meridionali) \| \| \| \| |
|  | |
|  | G. alpina (Gamochaetopsis alpina)                                                                     |
|  | |
|  | (specie delle Ande meridionali)                                                                       |
|  | |

|  | G. alpina (Gamochaetopsis alpina) |
|  |                                   |
|  | (specie delle Ande meridionali)   |
|  |                                   |

|  | G. antillana |
|  | |
|  | G. pensylvanica |
|  | |
|  | (specie delle Ande centrali e Cosmopolite)                                                                             |
|  | |
|  | \| \| G. americana \| \| \| \| \| \| G. purpurea \| \| \| \| \| \| (specie del Nord America e Cosmopolite) \| \| \| \| |
|  | |
|  | G. americana |
|  | |
|  | G. purpurea |
|  | |
|  | (specie del Nord America e Cosmopolite)                                                                                |
|  | |

|  | G. americana                            |
|  |                                         |
|  | G. purpurea                             |
|  |                                         |
|  | (specie del Nord America e Cosmopolite) |
|  |                                         |

|  | G. capitata (Stuckertiella capitata)                                                                  |
|  | |
|  | \| \| G. alpina (Gamochaetopsis alpina) \| \| \| \| \| \| (specie delle Ande meridionali) \| \| \| \| |
|  | |
|  | G. alpina (Gamochaetopsis alpina)                                                                     |
|  | |
|  | (specie delle Ande meridionali)                                                                       |
|  | |

|  | G. alpina (Gamochaetopsis alpina) |
|  |                                   |
|  | (specie delle Ande meridionali)   |
|  |                                   |

|  | G. antillana |
|  | |
|  | G. pensylvanica |
|  | |
|  | (specie delle Ande centrali e Cosmopolite)                                                                             |
|  | |
|  | \| \| G. americana \| \| \| \| \| \| G. purpurea \| \| \| \| \| \| (specie del Nord America e Cosmopolite) \| \| \| \| |
|  | |
|  | G. americana |
|  | |
|  | G. purpurea |
|  | |
|  | (specie del Nord America e Cosmopolite)                                                                                |
|  | |

|  | G. americana                            |
|  |                                         |
|  | G. purpurea                             |
|  |                                         |
|  | (specie del Nord America e Cosmopolite) |
|  |                                         |

|  | G. capitata (Stuckertiella capitata)                                                                  |
|  | |
|  | \| \| G. alpina (Gamochaetopsis alpina) \| \| \| \| \| \| (specie delle Ande meridionali) \| \| \| \| |
|  | |
|  | G. alpina (Gamochaetopsis alpina)                                                                     |
|  | |
|  | (specie delle Ande meridionali)                                                                       |
|  | |

|  | G. alpina (Gamochaetopsis alpina) |
|  |                                   |
|  | (specie delle Ande meridionali)   |
|  |                                   |

|  | G. antillana |
|  | |
|  | G. pensylvanica |
|  | |
|  | (specie delle Ande centrali e Cosmopolite)                                                                             |
|  | |
|  | \| \| G. americana \| \| \| \| \| \| G. purpurea \| \| \| \| \| \| (specie del Nord America e Cosmopolite) \| \| \| \| |
|  | |
|  | G. americana |
|  | |
|  | G. purpurea |
|  | |
|  | (specie del Nord America e Cosmopolite)                                                                                |
|  | |

|  | G. americana                            |
|  |                                         |
|  | G. purpurea                             |
|  |                                         |
|  | (specie del Nord America e Cosmopolite) |
|  |                                         |

I caratteri distintivi del genere  Gamochaeta  sono:
- le brattee dell'involucro sono colorate di marrone;
- le brattee interne dell'involucro non includono i fiori (ex genere Stuckertiella);
- lo stereoma è diviso (ex genere Gamochaetopsis);
- il ricettacolo dopo l'antesi è concavo;
- le setole del pappo sono connate in un anello.

Il numero cromosomico delle specie di questo genere è: 2n = 28.

### Elenco delle specie
Questo genere ha 62 specie:
A
- Gamochaeta aliena (Hook. & Arn.) Cabrera
- Gamochaeta alpina (Poepp. & Endl.) S.E.Freire & Anderb.
- Gamochaeta ambatensis  Ariza
- Gamochaeta americana (Mill.) Wedd.
- Gamochaeta andina (Phil.) Cabrera
- Gamochaeta antarctica (Hook.f.) Cabrera
- Gamochaeta antillana (Urb.) Anderb.
- Gamochaeta argentina  Cabrera
- Gamochaeta argyrinea   G.L.Nesom
- Gamochaeta axillaris (J.Rémy) Cabrera

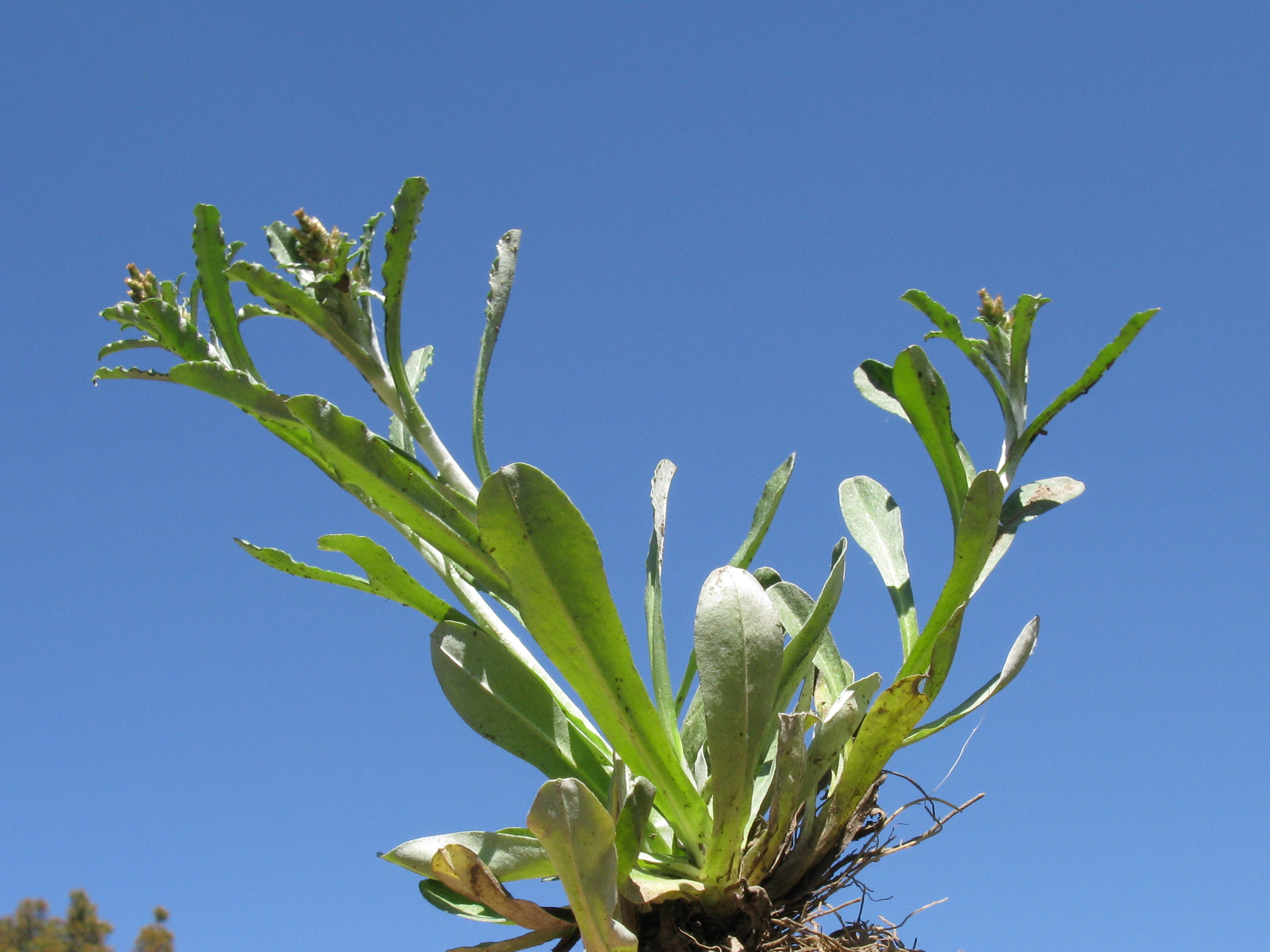
Gamochaeta americana
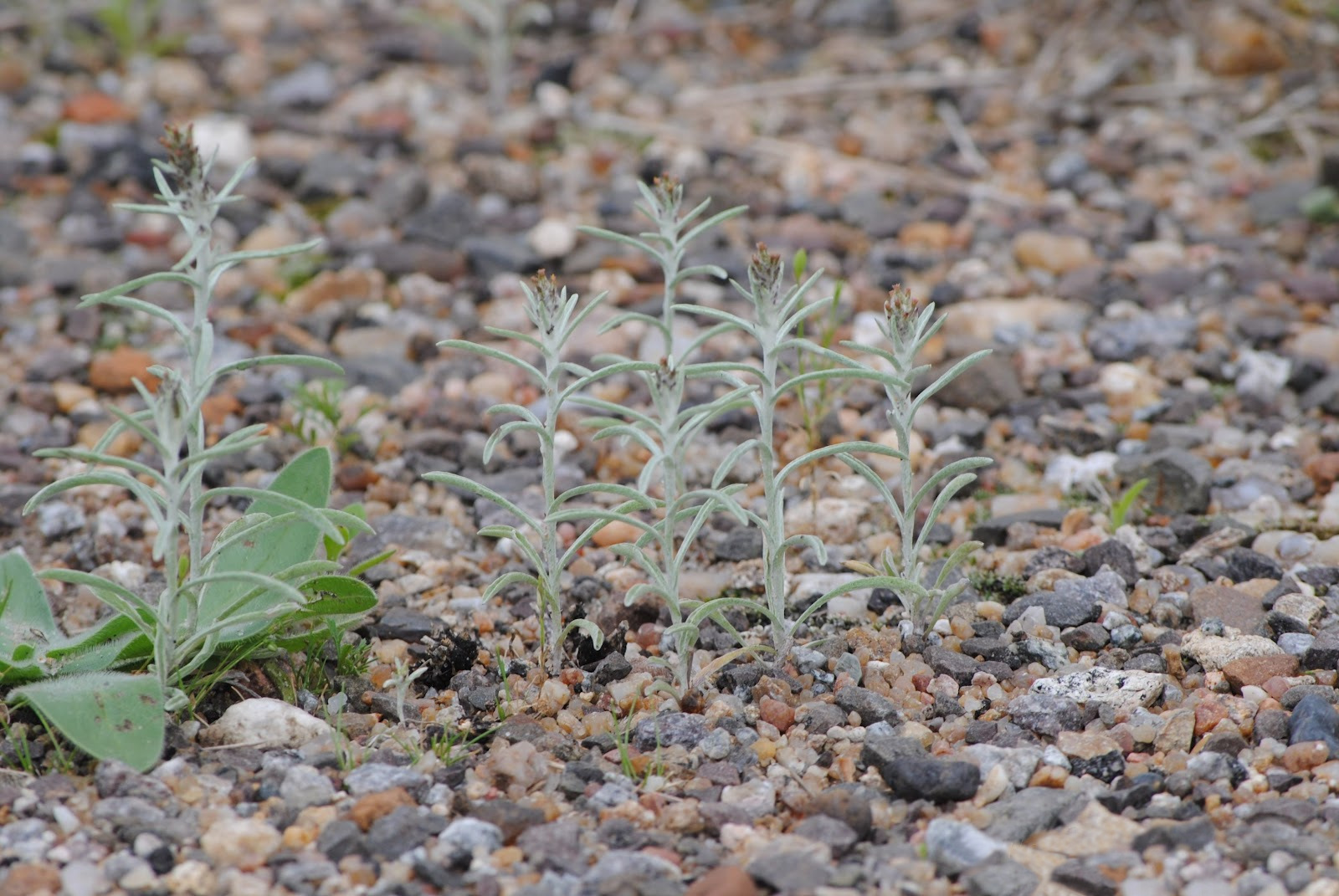
Gamochaeta antillanum
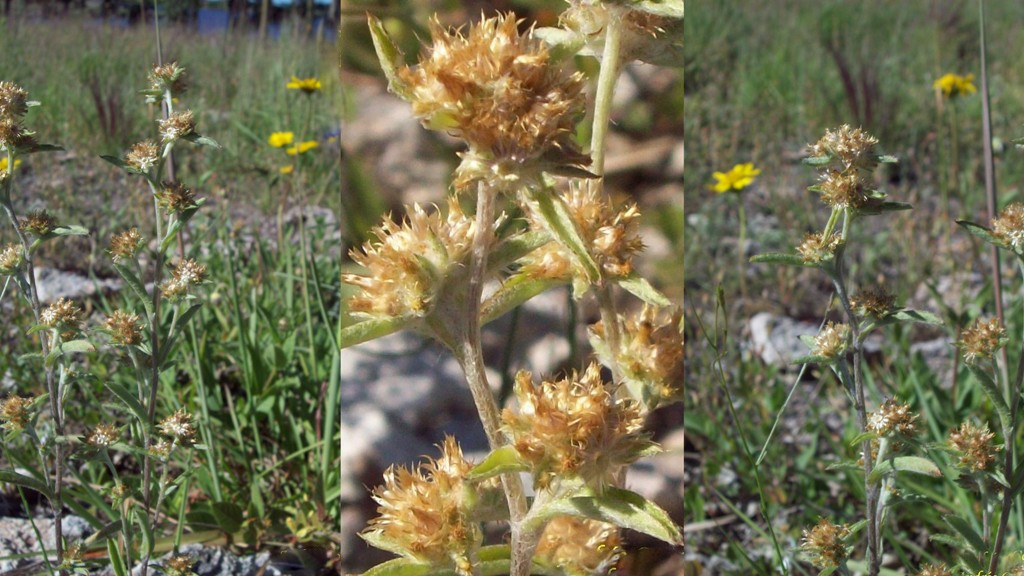
Gamochaeta argentina
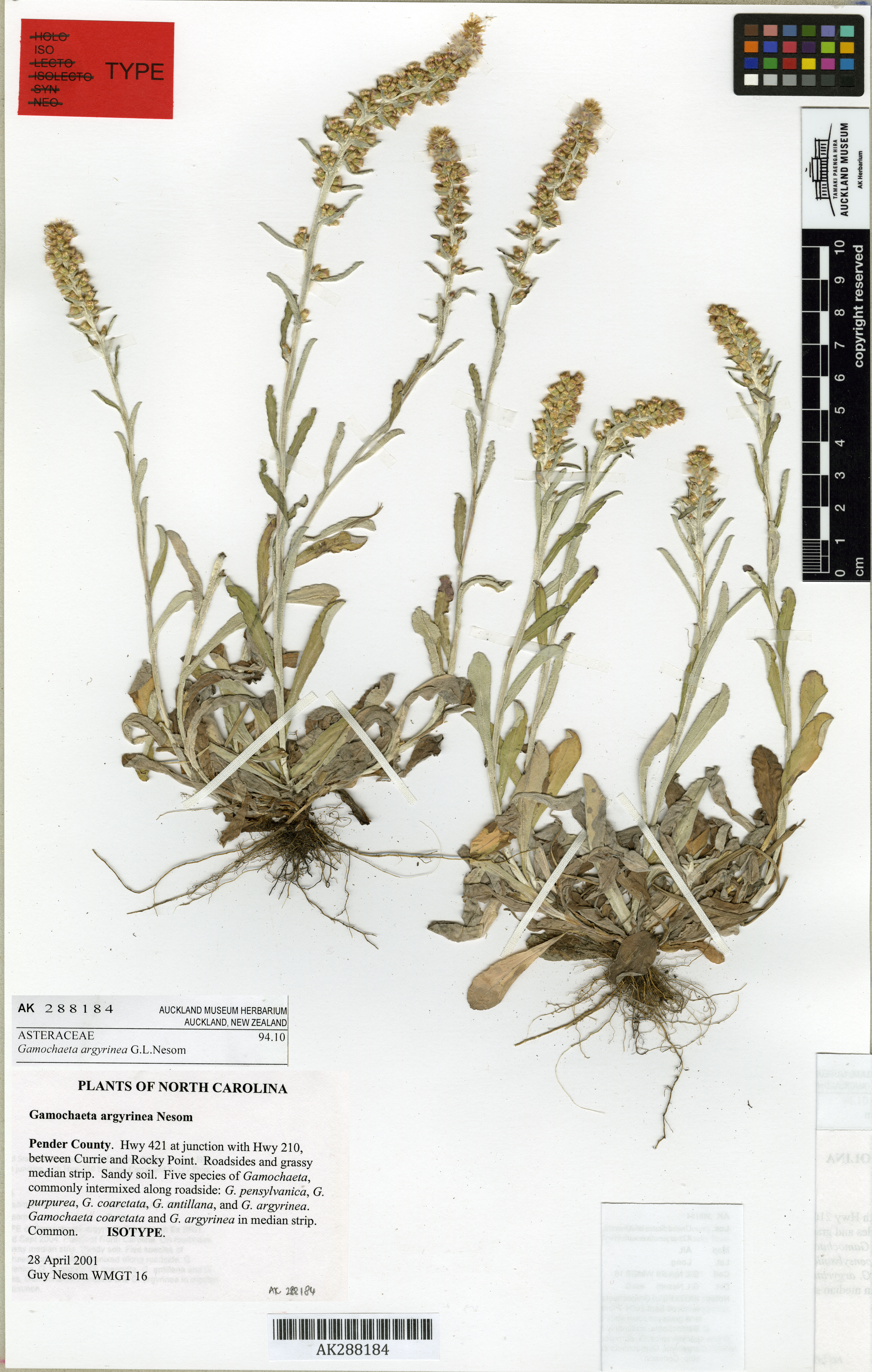
Gamochaeta argyrinea

B - C
- Gamochaeta badillana (Aristeg.) Anderb.
- Gamochaeta beckii  Urtubey & S.E.Freire
- Gamochaeta berteroana (DC.) Cabrera
- Gamochaeta boliviensis (Anderb. & S.E.Freire) M.O.Dillon & Sagást.
- Gamochaeta brasiliana  Deble
- Gamochaeta cabrerae  Anderb.
- Gamochaeta calviceps (Fernald) Cabrera
- Gamochaeta camaquaensis  Deble
- Gamochaeta capensis   G.L.Nesom
- Gamochaeta capitata  Wedd.
- Gamochaeta chamissonis (DC.) Cabrera
- Gamochaeta chilensis  Deble
- Gamochaeta chionesthes   G.L.Nesom

D - E - F - G
- Gamochaeta depilata (Phil.) Cabrera
- Gamochaeta deserticola  Cabrera
- Gamochaeta diffusa  Deble & Marchiori
- Gamochaeta erecta  Deble
- Gamochaeta falcata (Lam.) Cabrera
- Gamochaeta filaginea (DC.) Cabrera
- Gamochaeta girardiana  Deble & A.S.Oliveira
- Gamochaeta grazielae (Rizzini) Deble

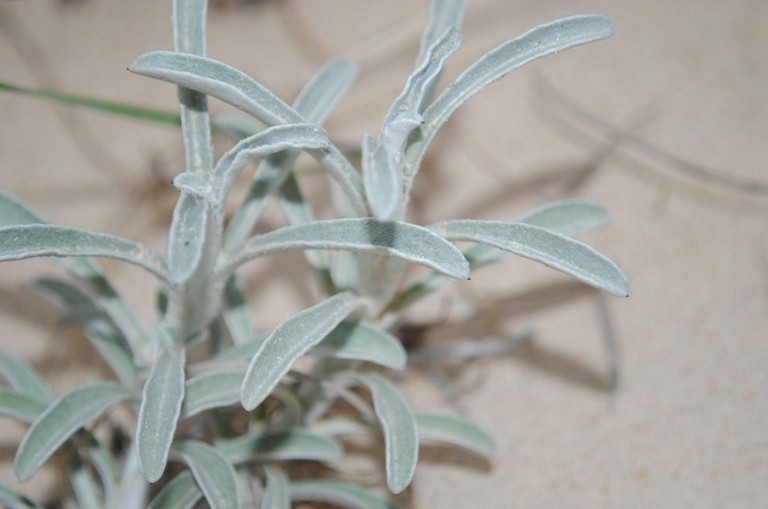
Gamochaeta falcata
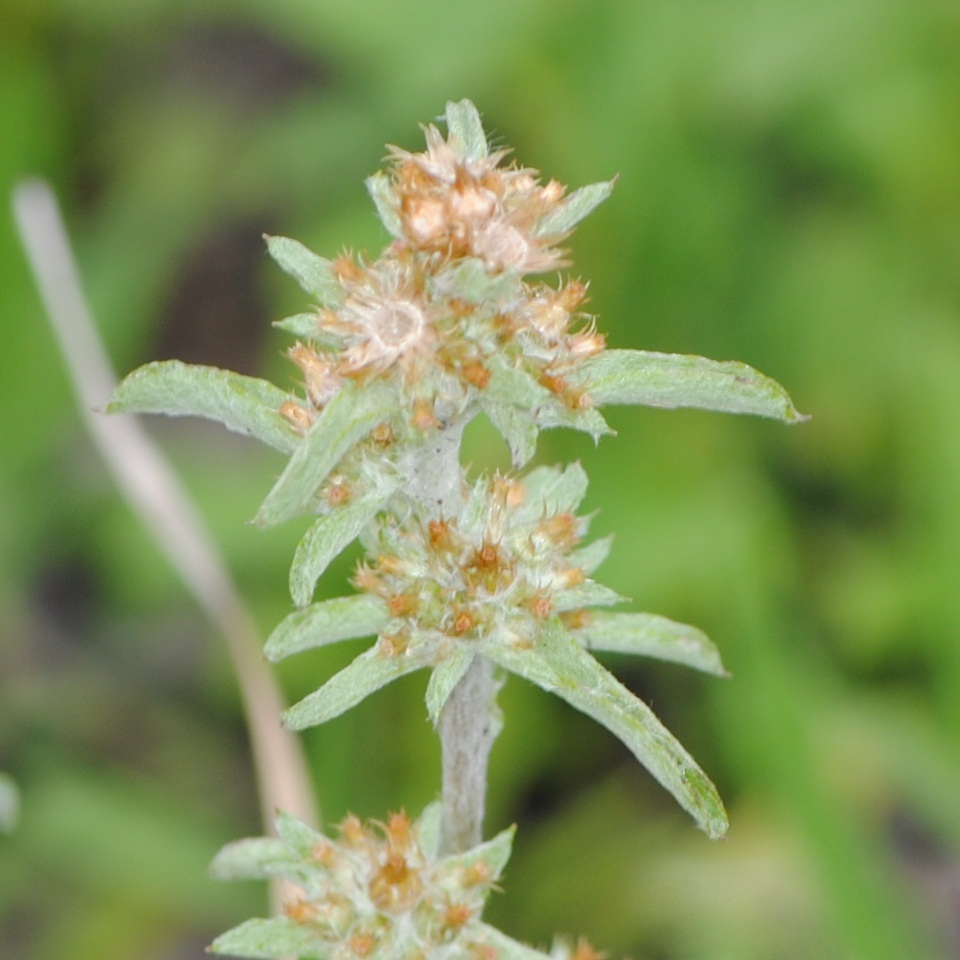
Gamochaeta filaginea

H - M - N - O
- Gamochaeta humilis  Wedd.
- Gamochaeta longipedicellata  Cabrera
- Gamochaeta lulioana  S.E.Freire & Iharl.
- Gamochaeta malvinensis (H.Koyama) T.R.Dudley
- Gamochaeta meridensis  V.M.Badillo
- Gamochaeta monticola (Phil.) Cabrera
- Gamochaeta neuquensis  Cabrera
- Gamochaeta nigrevestis  Deble & Marchiori
- Gamochaeta nivalis  Cabrera
- Gamochaeta oligantha (Phil.) L.E.Navas

P - R
- Gamochaeta pensylvanica (Willd.) Cabrera
- Gamochaeta peregrina (Beauverd) S.E.Freire & Anderb.
- Gamochaeta platensis (Cabrera) Cabrera
- Gamochaeta polybotrya (Phil.) Cabrera
- Gamochaeta procumbens (Phil.) Cabrera
- Gamochaeta purpurea (L.) Cabrera
- Gamochaeta ramosa  S.E.Freire, N.Bayón & C.M.Baeza
- Gamochaeta rizzinii  Cabrera
- Gamochaeta rubrolinea   G.L.Nesom

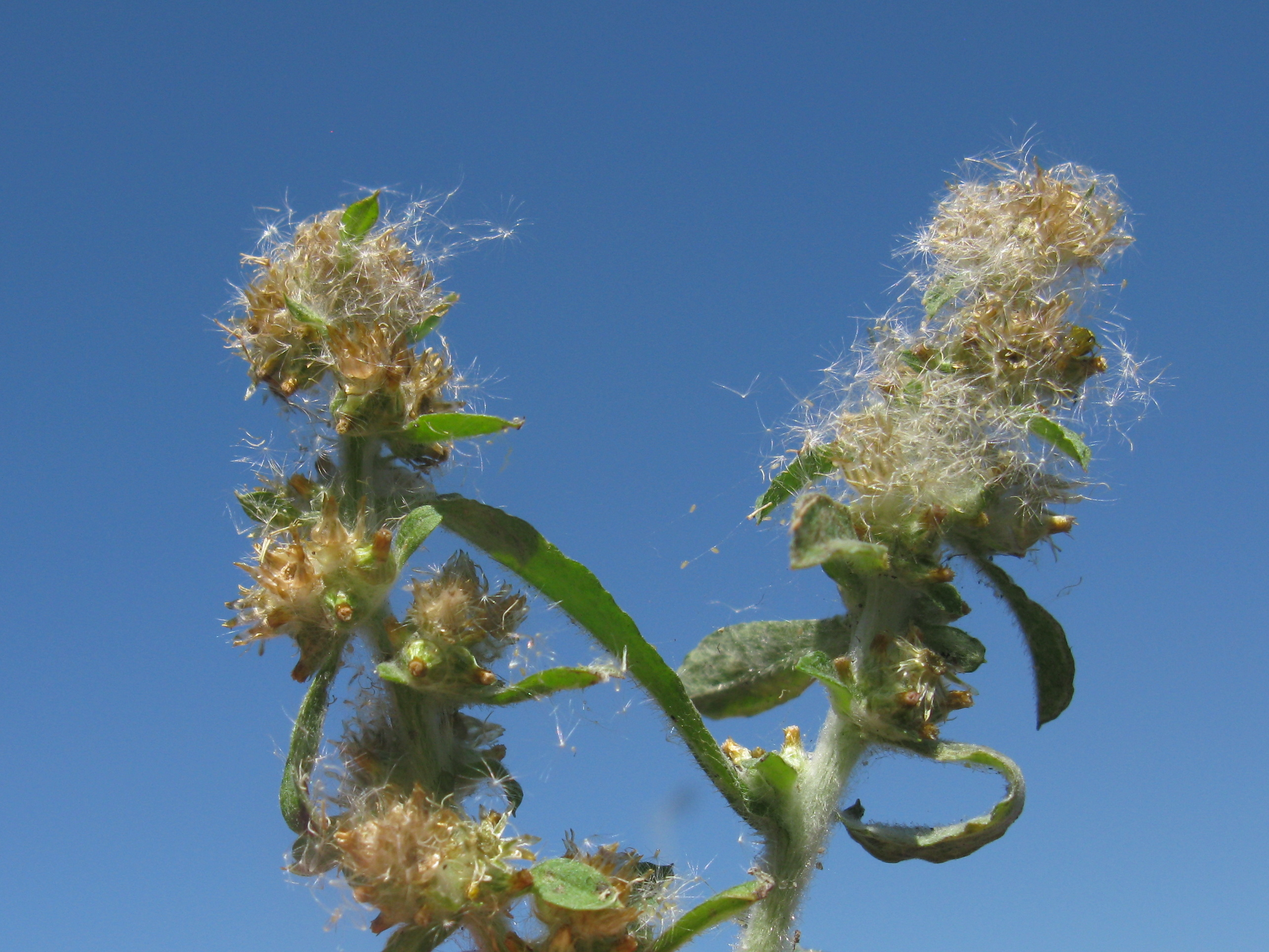
Gamochaeta pensylvanica
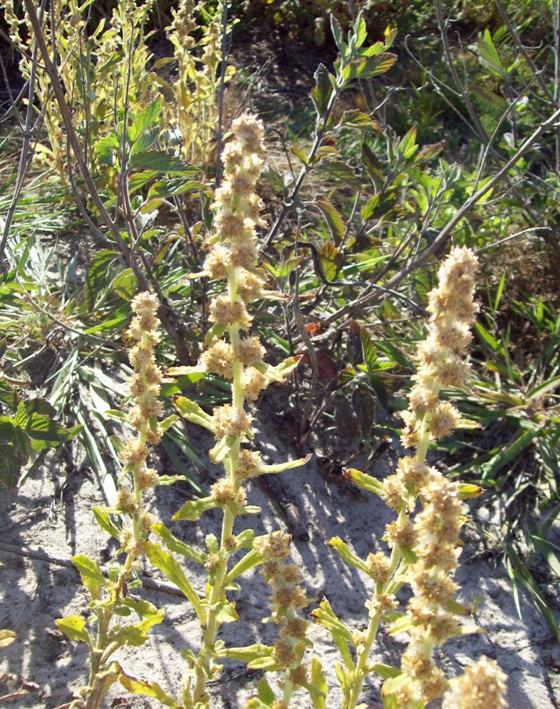
Gamochaeta platensis
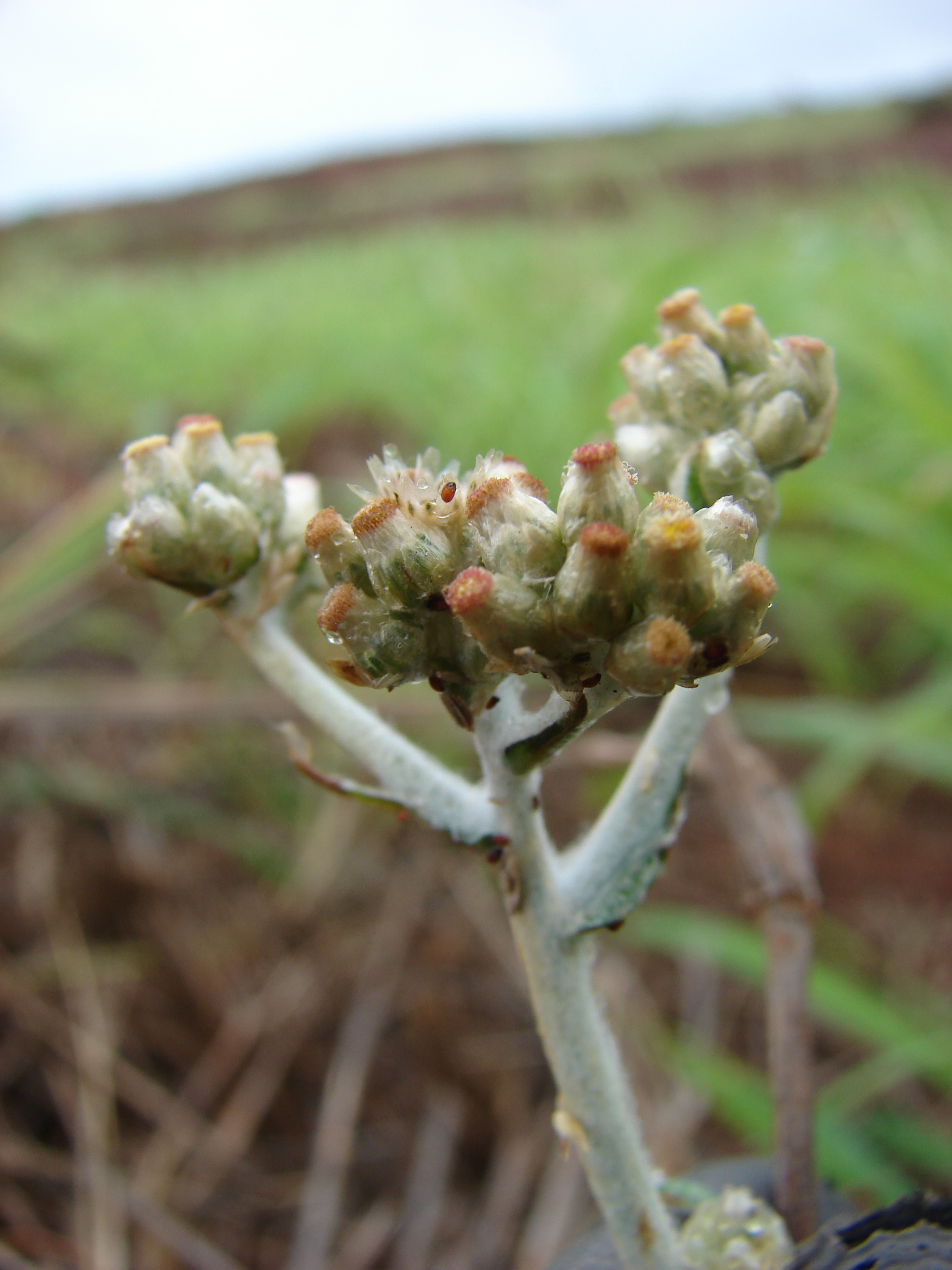
Gamochaeta purpurea

S - T - U - V
- Gamochaeta serpyllifolia  Wedd.
- Gamochaeta simplicicaulis (Willd. ex Spreng.) Cabrera
- Gamochaeta sphacelata (Kunth) Cabrera
- Gamochaeta spiciformis (Sch.Bip.) Cabrera
- Gamochaeta stachidifolia (Lam.) Cabrera
- Gamochaeta stagnalis (I.M.Johnst.) Anderb.
- Gamochaeta standleyi (Steyerm.) G.L.Nesom
- Gamochaeta suffruticosa (Phil.) Anderb.
- Gamochaeta thouarsii (Spreng.) Anderb.
- Gamochaeta ustulata (Nutt.) Holub
- Gamochaeta valparadisea (Phil.) Anderb.
- Gamochaeta villaroelii (Phil.) Cabrera

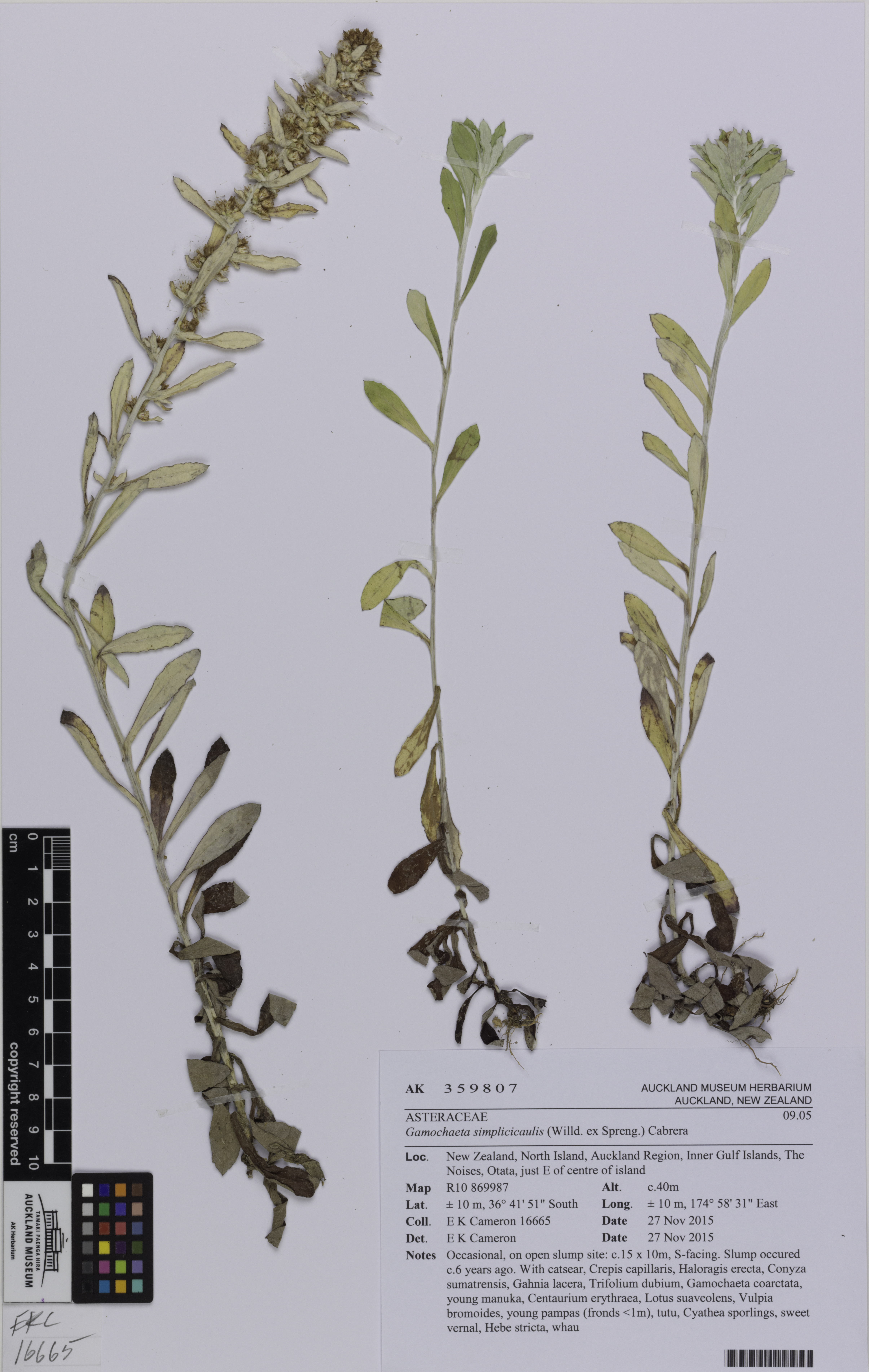
Gamochaeta simplicicaulis
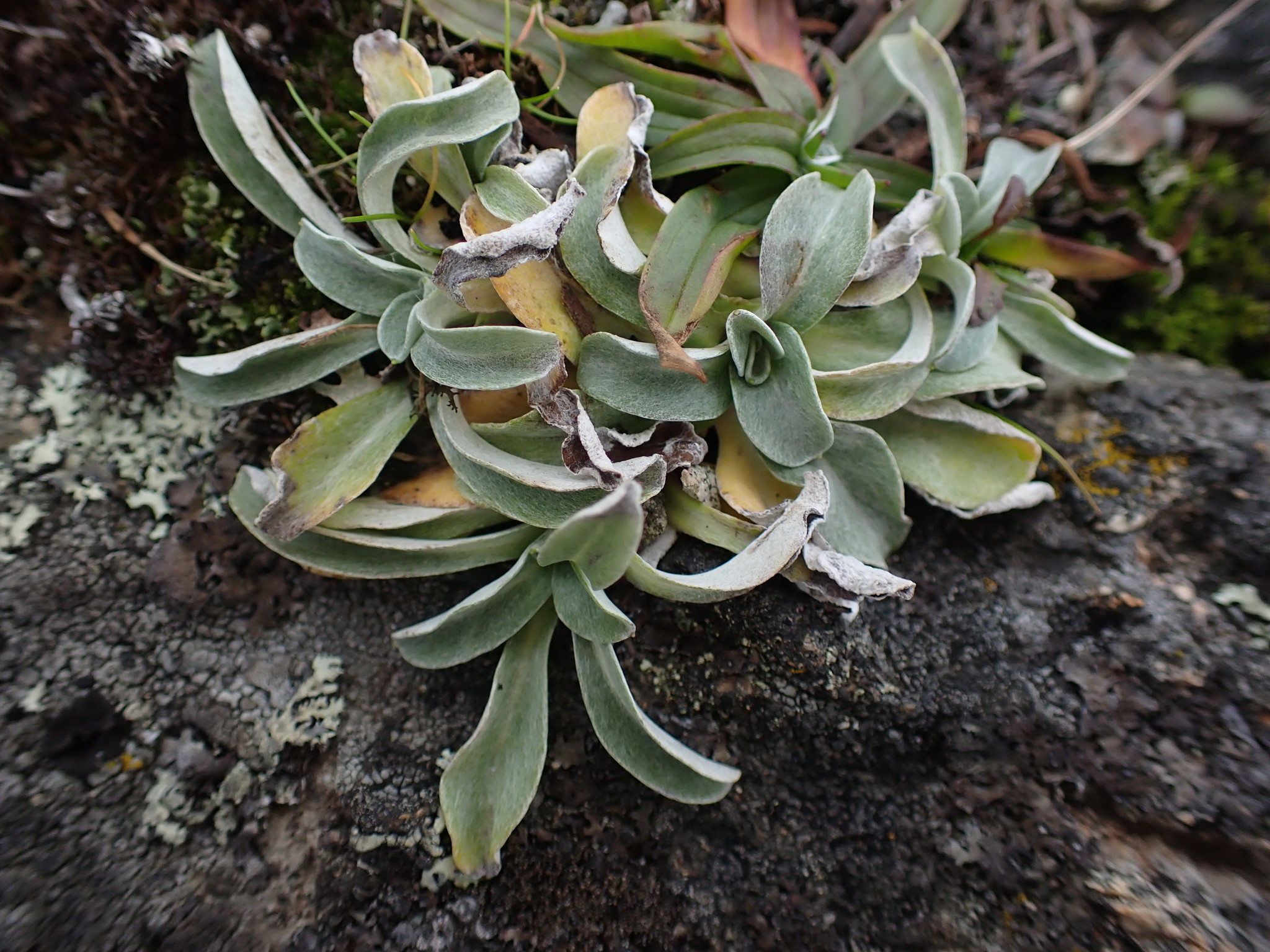
Gamochaeta ustulata

### Specie della flora spontanea italiana
Nella flora spontanea italiana del gruppo di questa voce sono presenti le seguenti 4 specie:
- Gamochaeta americana (Mill.) Wedd.
- Gamochaeta antillana  (Urb.) Anderb.
- Gamochaeta pensylvanica  (Willd.) Cabrera
- Gamochaeta purpurea  (L.) Cabrera

#### Visione sinottica del genere in Italia
L’elenco seguente utilizza in parte il sistema delle chiavi analitiche (vengono cioè indicate solamente quelle caratteristiche utili a distingue un taxon dall'altro):
- 1A: la lamina inferiore delle foglie è bianco-argentea, quella superiore è verdastra in quanto priva di pelosità;

Gamochaeta purpurea  (L.) Cabrera - Canapicchia purpureo: l'altezza massima della pianta è di 10 - 40 cm; il ciclo biologico è annuo; la forma biologica è terofita scaposa (T scap); il tipo corologico è Nord Americano; l'habitat tipico sono gli ambienti antropizzati; in Italia è una specie naturalizzata in Campania.
- 1B: entrambe le facce delle foglie sono verdi o verde-grigiastro;

- 2A: la rosetta basale è persistente alla fioritura;

Gamochaeta pensylvanica  (Willd.) Cabrera - Canapicchia della Pennsylvania: l'altezza massima della pianta è di 10 - 50 cm; il ciclo biologico è annuo; la forma biologica è terofita scaposa (T scap); il tipo corologico è Americano; l'habitat tipico sono gli ambienti antropizzati (aree urbane e agricole); in Italia è una specie naturalizzata con discontinuità fino ad una quota di 200 m s.l.m..
- 2B: la rosetta basale è dissecata alla fioritura (o assente);

Gamochaeta americana (Mill.) Wedd. - Canapicchia americana: le foglie basali e quelle cauline inferiori sono larghe 4 - 15 mm; l'altezza massima della pianta è di 10 - 35 cm; il ciclo biologico è annuo; la forma biologica è terofita scaposa (T scap); il tipo corologico è Centro e Sud Americano; l'habitat tipico sono gli ambienti antropizzati urbani; in Italia è una specie naturalizzata in Liguria e Toscana fino ad una quota di 60 - 70 m s.l.m..
Gamochaeta antillana  (Urb.) Anderb. - Canapicchia delle Antille: le foglie basali e quelle cauline inferiori sono larghe 2 - 3,5 mm; l'altezza massima della pianta è di 10 - 35 cm; il ciclo biologico è annuo; la forma biologica è terofita scaposa (T scap); il tipo corologico è America centrale; l'habitat tipico sono gli ambienti antropizzati urbani; in Italia è una specie naturalizzata in Sicilia.

### Sinonimi
Sono elencati alcuni sinonimi per questa entità:
- Gamochaetopsis Anderb. & S.E.Freire
- Stuckertiella  Beauverd